# Александра Датская
Алекса́ндра Кароли́на Мари́я Шарло́тта Луи́за Юлия Да́тская (англ. Alexandra Caroline Marie Charlotte Louise Julia of Denmark; 1 декабря 1844, Жёлтый дворец, Копенгаген, Королевство Дания — 20 ноября 1925, Сандрингемский дворец, Норфолк, Великобритания) — датская принцесса, супруга Эдуарда VII, короля Великобритании и Ирландии, императора Индии.
Александра была старшей дочерью принца Кристиана из немецкой династии Глюксбургов и Луизы Гессен-Кассельской. Своё детство и юность провела в Дании между Жёлтым и Бернсторфским дворцами, где получила домашнее образование вместе с братьями и сёстрами. Её отец по воле великих держав стал наследником бездетного датского короля Фредерика VII. В возрасте шестнадцати лет Александра была выбрана королевой Викторией среди прочих кандидатур в качестве супруги её старшего сына и наследника Альберта Эдуарда, принца Уэльского. Изначально Виктория была против дочери принца Кристиана ввиду войны между Данией и Германией за обладание Шлезвиг-Гольштейном, в которой Британия встала на сторону последней. Их свадьба состоялась в 1863 и в том же году отец Александры унаследовал датский престол. В браке родилось шесть детей, среди которых будущий король Георг V и королева Норвегии Мод.
В 1868—1869 годах супруги посетили ряд европейских стран, а также Египет, Турцию и Крым; будучи родственниками русской императорской семьи, несколько раз посещали Санкт-Петербург. Александра приобрела известность на своей новой родине за активную благотворительную и общественную работу, считалась законодательницей моды в стране. В политике она пыталась склонить мужа, а после его смерти и сына, действовать в интересах Дании и Греции, однако эти попытки не были успешными. Всю жизнь не испытывала симпатий к Германии и императору Вильгельму II, особенно во время Первой мировой войны. В январе 1901 года, после смерти королевы Виктории, супруги взошли на престол и правили до смерти Эдуарда VII в мае 1910 года.
Братьями Александры были датский король Фредерик VIII и греческий Георг I, а сестрой — российская императрица Мария Фёдоровна, мать Николая II. С ней английская королева поддерживала близкие отношения на протяжении всей жизни и ей, после Февральской и Октябрьской революции, помогла переправиться из Крыма в Великобританию на линкоре HMS Marlborough весной 1919 года. Александра умерла после инфаркта в 1925 году в возрасте 80 лет и была похоронена в Виндзорском замке рядом с супругом.

## Ранние годы

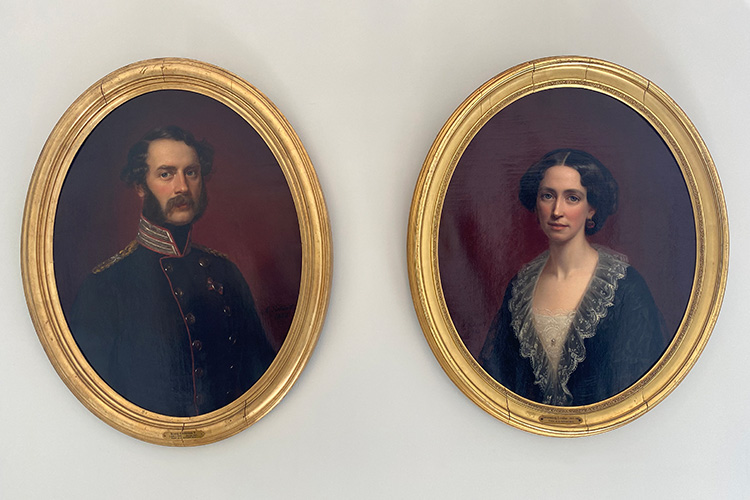
Двойной портрет Кристиана Глюксбургского и Луизы Гессен-Кассельской кисти Августа Шиотта, 1840-е годы

### Происхождение
Александра родилась 1 декабря 1844 года в Жёлтом дворце Копенгагена, рядом с королевским дворцовым комплексом Амалиенборг и была вторым ребёнком и первой дочерью немецкого принца Кристиана Шлезвиг-Гольштейн-Зондербург-Глюксбургского (1818—1906) и Луизы, принцессы Гессен-Кассельской (1817—1898). Со стороны отца принцесса была внучкой герцога Фридриха Вильгельма Глюксбургского и Луизы Каролины Гессен-Кассельской; по матери — Вильгельма Гессен-Кассельского и Луизы Шарлотты Датской. Родители принцессы были правнуками датского короля Фредерика V и праправнуками британского короля Георга II. В семье уже был старший ребёнок, принц Фредерик, позже появились младшие дети — Вильгельм, Дагмар, Тира и Вальдемар. Все они позже заключили выгодные брачные союзы с представителями королевских семей Европы, что принесло их родителям прозвище «тестя и тёщи Европы». Своё имя новорождённая получила в честь великой княжны Александры Николаевны, умершей за несколько месяцев до её рождения. Принц Кристиан получал около 800 фунтов стерлингов в год благодаря службе в датской армии. Семья проживала в Жёлтом дворце, который был отдан в пользование королём Кристианом VIII. Во время крещения юной принцессы, которое прошло в Жёлтом дворце, использовалась позолоченная купель, в которой традиционно крестили всех членов датского королевского дома.

### Наследование датского престола
В 1848 году король Кристиан VIII скончался. На престол вступил его единственный сын Фредерик VII. Новый король был женат дважды, но потомков не имел. В стране возник кризис преемственности престола. Фредерик был королём Дании и герцогом Шлезвиг-Гольштейна. В последнем действовал Салический закон, не дающий женщинам права вступать на престол. В Дании такого закона не было. В этом же году Пруссия при поддержке немецкоязычного населения Шлезвиг-Гольштейна вторглась на его территорию, начав датско-прусскую войну. Итогом конфликта стало поражение Пруссии. В 1852 году, уже после завершения военных действий, великими державами была созвана конференция в Лондоне, где главной темой было утверждение статуса герцогства и порядок наследования датского престола после смерти Фредерика VII. На конференции Россия, Франция, Великобритания, Пруссия, Австрия и Швеция приняли решение, что принц Кристиан Шлезвиг-Гольштейн-Зондербург-Глюксбургский станет новым королём Дании и всех прочих владений короля Фредерика после смерти последнего. Кристиан жил в Дании с 13 лет, служил в датской армии и считался доверенным лицом королей Фредерика VI и Кристиана VIII, что, несомненно, сыграло в его пользу. Решение было закреплено в документе, подписанном 8 мая 1852 года. Кристиан, таким образом, обошёл других претендентов на престол, включая свою жену, её брата и их мать. Кристиану был пожалован титул принца Датского и отдан в пользование ещё один дворец, Бернсторф, где супруги с детьми жили в тёплое время года. Семья продолжала вести скромный образ жизни и очень редко бывать при королевском дворе. Кристиан и Луиза имели прохладные отношения с королём из-за неодобрения его третьего морганатического брака с актрисой Луизой Расмуссен, получившей титул графини Даннер.
На протяжении 1848—49 годов в Европе бушевали революционные события, особенно во Франции, где был свергнут король Луи-Филипп I и провозглашена Вторая республика. В Дании Фредерик VII, в ответ на европейские революции, принял первую датскую конституцию, согласно которой он становился первым конституционным монархом государства, а всем мужчинам страше 30 лет предоставлялось право голосовать. Документ был ратифицирован 5 июня 1849 года. Семья принца Кристиана активно поддерживала государственные преобразования, а в Александре, как пишет историк Фрэнсис Даймонд, «были заложены основы понимания конституционной монархии, существовавшей в Англии».

### Жизнь в Дании и образование

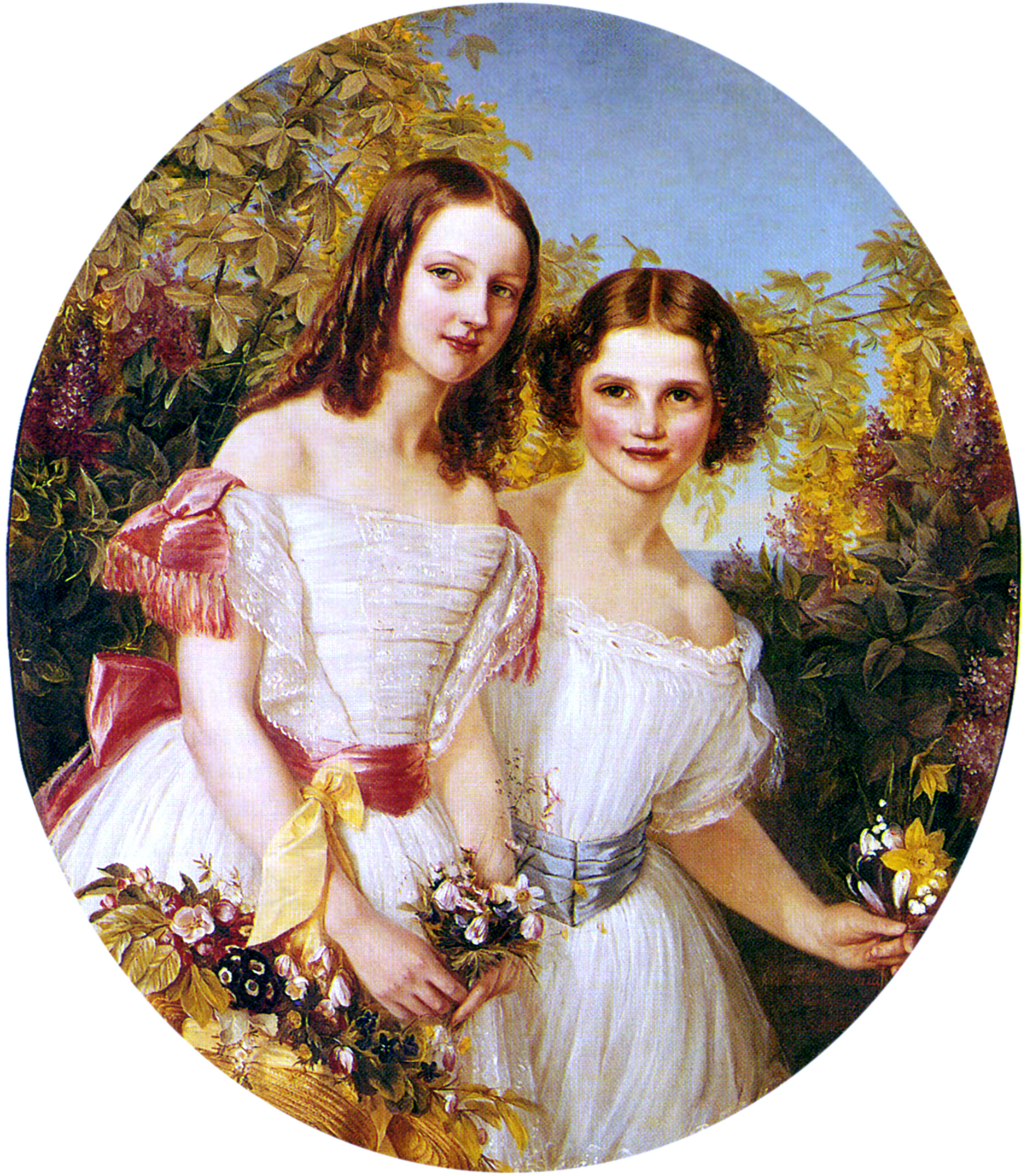
Александра и Дагмар Датские. Элизабет Йерихау-Бауман, 1856 год, Королевская коллекция во дворце Амалиенборг

Среди близких родственников и друзей принцесса была известна под уменьшительным именем Аликс. В детстве она не отличалась красотой и была пухлым ребёнком. Их дом часто посещал датский сказочник Ханс Кристиан Андерсен, рассказывавший детям свои истории. Александра делила свою комнату с младшей сестрой Дагмар до 16 лет, после чего жила в собственной комнате. Спальня Александры была оббита голубой тканью; в ней стояли её пианино и рабочий стол, а также небольшой кабинет с личными вещами, который она позже перевезла в Сандрингемский дворец в Англию. Дети сами шили одежду, заправляли постели и вместе садились за стол. Александра и Дагмар вдвоём посещали занятия по плаванию, которыми руководила известная шведская пловчиха Нэнси Эдберг. Юные годы Александры прошли во дворце Бернсторф; там её обучали английскому языку под руководством Матильды Кнудсен, с которой она поддерживала близкие отношения и после заключения брака, а также французскому и немецкому, основам религии, истории, географии. Кнудсен считалась почти членом семьи принца Кристиана и часто пила чай, обедала и ужинала с семейством. В 1893 году она присутствовала на садовой вечеринке в честь брака герцога Йоркского (второго сына Александры) с принцессой Викторией Марией Текской, а в 1902 году получила приглашение на коронацию Александры. С раннего детства Александра была склонна к музыке, которой её обучала мать, а также некий монсеньор Сибони. Будущая королева хорошо играла на пианино, позже освоила мандолину. Среди других учителей были швейцарка мадмуазель Швидланд, преподававшая французский, пастор немецкой реформаторской церкви Теобальд (немецкий), профессор Бунтзен (рисование) и профессор Петерсен (история и география). Сохранились учебные тетради Александры за 1854—62 года, в которых она изучала датский, английский, французский и немецкий языки; писала эссе о животных, растениях и минералах. Также она читала историю Дании и Швейцарии, подробно ознакомилась со списком королей Норвегии с 930 по 1412 год, с древней историей, особенно Греции и Рима, посвятив им в 1855 году огромное эссе на французском языке. Особой любовью принцессы были пьесы Шекспира, благодаря которым Александра на протяжении всей жизни посещала театр. Старшие дети часто посещали королевский дворец Кристиансборг, где датские монархи на протяжении веков собирали произведения искусства; был создан музей естественной истории, а также собрана библиотека, насчитывающая 400 000 томов. Под покровительством Фредерика VII королевские собрания пополнились работами известного скульптора Бертеля Торвальдсена, произведения которого нравились Александре. Вместе с матерью и младшими детьми любила высаживать цветы; позже, уже будучи принцессой Уэльской, она занималась обустройством садов вокруг Сандрингемского дворца.
В сопровождении отца Александра часто совершала прогулки верхом на лошадях и под его руководством вместе с другими детьми занималась гимнастикой. Несмотря на скромные доходы, семья каждый год совершала поездку во дворец Рунпенхайм около Франкфурта, где летом собирались родственники Гессен-Кассельского дома. Принцесса прошла обряд конфирмации, к которой её готовил пастор Паулли, во дворце Кристиансборг 20 октября 1860 года, на котором, к большому недовольству родителей Александры, присутствовала супруга короля графиня Даннер. Вместе с ней обряд прошёл её старший брат Фредерик. Впервые Александра приехала в Лондон в детстве вместе с матерью по приглашению герцогини Кембриджской. Всю жизнь Александра была набожным человеком, а после переезда в Великобританию стала последователем Высокой церкви.

## Брак

### Выбор невесты

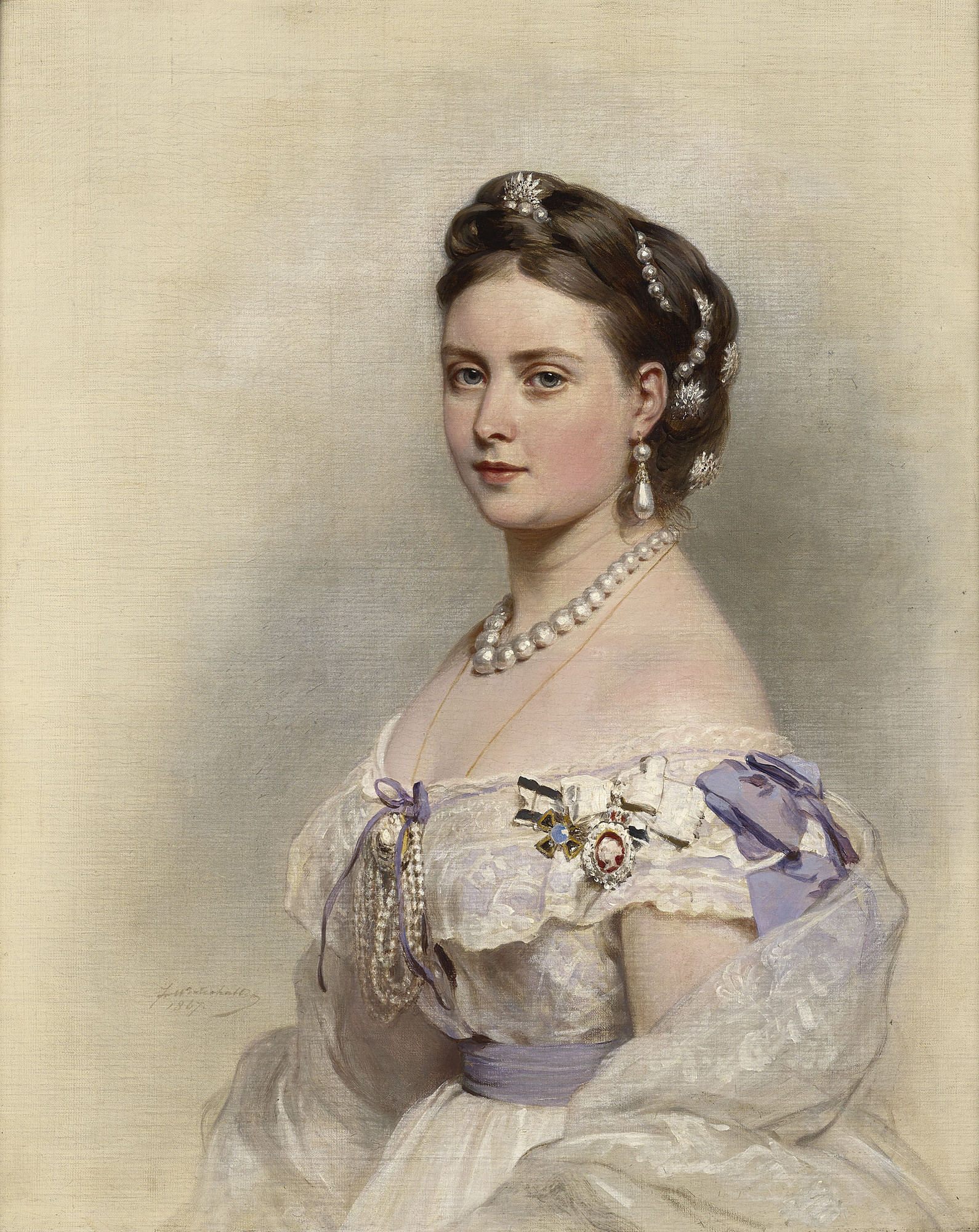
Кронпринцесса Виктория Прусская, благодаря которой Александра вышла замуж за принца Уэльского. Франц Ксавер Винтерхальтер, 1867 год, Королевская коллекция, Лондон

С конца 1859 года, когда старшему сыну королевы Виктории и её супруга принца Альберта, принцу Уэльскому Альберту Эдуарду, известному в семье как Берти, минуло 18 лет, родители стали искать ему подходящую супругу. Британская королева попросила свою дочь, кронпринцессу Прусскую Викторию, подобрать подходящих немецких принцесс. Виктория писала, что жена её старшего сына должна «хорошо выглядеть, быть здоровой, образованной, иметь добрый нрав». Кронпринцесса вместе со своей фрейлиной графиней Вальпургой «Уолли» Гогенсаль подобрали несколько кандидаток, которые, по сообщению лондонских газет, «соответствовали положению, являлись протестантками и были моложе принца Уэльского»: Мария Нидерландская, Елизавета Видская, Анна Гессен-Дармштадтская, Александрина Прусская, Мария Гаспарина Саксен-Альтенбургская и принцесса Александра. Ещё одной претенденткой на руку наследника Британской империи могла бы стать славившаяся своей красотой немецкая принцесса Мария Гогенцоллерн-Зигмаринген из католической ветви династии Гогенцоллернов, но этот брак был невозможен ввиду исповедования молодыми людьми разных религий.
Поначалу датскую принцессу королева Виктория даже не рассматривала из-за Шлезвиг-Гольштейнского вопроса, где большинство членов британской королевской семьи были на стороне Пруссии. Королева писала, что «семья Александры со стороны матери ужасная, а со стороны отца — глупая». Ещё в 1837 году, когда королева Виктория только взошла на британский престол, принц Кристиан ездил в Лондон чтобы поздравить её от имени датского короля; в 1838 году он снова представлял Данию на коронации Виктории. Датская сторона рассчитывала на брак новой королевы с Кристианом, но Виктория выбрала в мужья своего кузена Альберта. Первой, кто обратил внимание на юную датскую принцессу, была Уолли Гогенсаль. В октябре 1860 года она вышла замуж за Августа Педжета, британского министра, проходившего службу в Копенгагене. От него она узнала об Александре. После личной с ней встречи она писала в Берлин: «Я была очарована, когда она вошла в комнату, ибо увидела всю исходящую от неё доброту и привлекательность. Она словно полураспустившийся бутон розы…». Во время обеда в Виндзорском замке Уолли рассказала о ней принцу Уэльскому. После этого кронпринцесса Пруссии стала собирать информацию о дочери принца Кристиана. 7 декабря она написала матери письмо, сообщая об Александре:

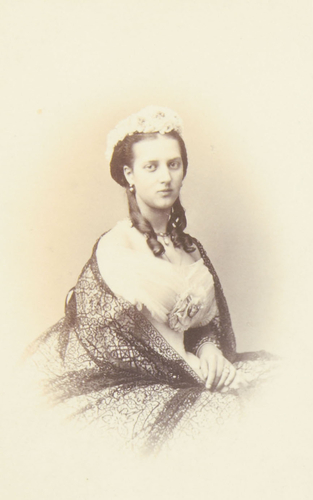
Александра Датская в 1860 году

Я послала вам фото очаровательной дочери принца Кристиана. Я встречалась с несколькими людьми, видевшими её — их мнения сходятся в красоте, очаровании, добродушии, искренней естественности в поведении и множестве других превосходных её черт характера. Полагаю, что это правильно сообщить вам, что все эти качества представляют интерес для Берти, хотя я как пруссачка не желаю, чтобы он женился на ней. Я знаю её няню, которая рассказала мне, что она имеет отличное здоровье и никогда не болела… Глядя на фотографию, я могу сказать, что она прелестна и во вкусе Берти, но повторюсь, что союз с Данией будет для нас бедой.
Оригинальный текст (англ.)I send you now a photograph of Prince Christian's lovely daughter. I have seen several people who have seen her of late — and who give such accounts of her beauty, her charm, her amiability, her frank natural manner and many excellent qualities. I thought it right to tell you all this in Bertie's interest, though I as Prussian cannot wish Bertie should ever marry her. I know her nurse who tells me she is strong in health and has never aliled anything… I must say on the photograph I think her lovely and just the style Bertie admires, but I repeat that an alliance with Denmark would be a misfortune for us there.  

В итоге, доверившись хорошим рекомендациям своей дочери, британская королева и её супруг сделали выбор в пользу дочери принца Кристиана, назвав кандидатуру принцессы «единственной, которую мы выберем». Ещё одной причиной выбора Викторией принцессы Александры историки называют дружественные связи между семьями принца Кристиана и Августы Гессен-Кассельской, к которой Виктория испытывала уважение и привязанность. Кроме британского королевского дома, принцессу Александру рассматривали в качестве желанной супруги престолонаследника королева Нидерландов София Вюртембергская и российский император Александр II. Брак наследника британской короны не поддерживали близкий друг принца Альберта барон Стокмар и его брат Эрнст II, герцог Саксен-Кобург-Готский, а также невестка прусской кронпринцессы Луиза, убеждённая в том, что Кристиан злоупотребляет алкоголем, а его жена изменяет супругу. Адельгейда Мария, герцогиня Нассауская, приходившаяся родной племянницей Луизе Гессен-Кассельской, через баденского политика Франца фон Роггенбаха, распространяла слухи, что её тётка родила ребёнка вне брака, а сама Александра заводит романы с офицерами, один из которых, в итоге, был вынужден уйти в отставку.

### Первая встреча с принцем Уэльским и помолвка

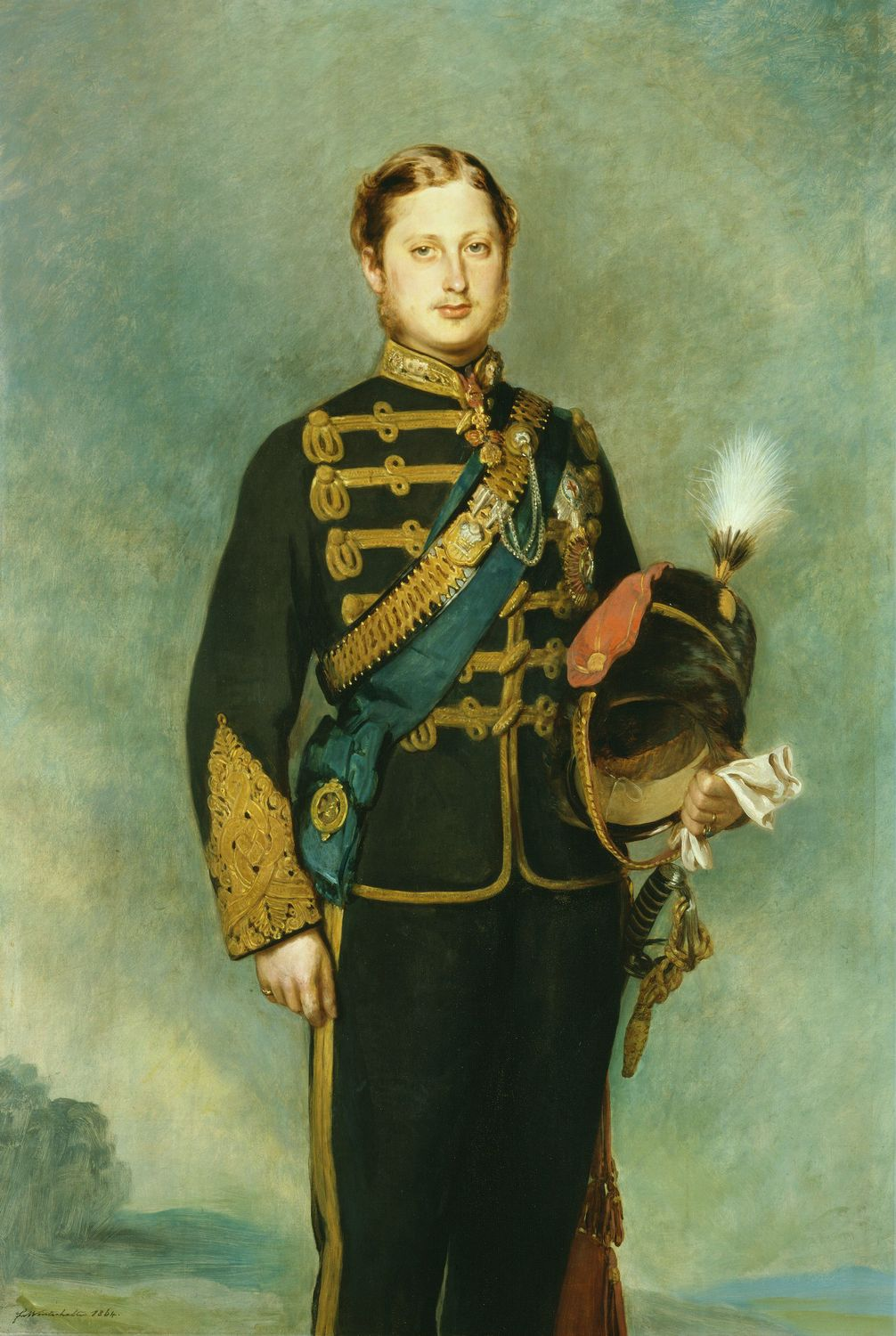
Принц Уэльский в возрасте 22 лет. Франц Ксавер Винтерхальтер, 1864 год, Королевская коллекция, Лондон

29 мая 1860 года дочь королевы Виктории вместе со своим мужем впервые встретились с датской принцессой в городе Нойштрелице при посредничестве Августы Кембриджской. Кронпринцесса писала родителям в Лондон: «Я никогда не видела более милого создания нежели принцесса Александра; она очаровательна!». Единственное, что беспокоило Викторию Прусскую, был шрам на шее Александры, который та тщательно скрывала от общественности. Виктория предполагала, что датская принцесса могла быть больна золотухой. Кронпринцесса, через докторов, пришла к выводу, что Александра ничем не больна, а шрам стал следствием операции на гланды, перенесённую за год до этого. Принц Альберт выслал письма дочери с фотографиями Александры сыну, который жил в специально арендованном для него усадебном доме Мэдингл-Холле при Кембриджском университете, где принц получал образование. Подробно ознакомившись с ними, Берти передал благодарности родственникам и попросил время обдумать предложение. «Суждения о принцессе настолько хороши, что добавить мне нечего; я должен убедиться в этом сам…». Личный адъютант принца Уэльского генерал Роберт Брюс, которому Берти показывал письма и фотографии Александры, передал принцу Альберту: «Было очевидно, что принц выражает огромный интерес в этом вопросе, более того, я никогда не видел такой его озабоченности относительно будущего и увлечённости, которое он испытывает от ваших писем». 24 сентября 1861 года Виктория Прусская представила своего брата датской принцессе в немецком городе Шпайере. Берти нашёл 16-летнюю принцессу «обаятельной и очень милой» и сказал, что перед тем, как он сделает окончательный выбор, она должна посетить Англию. Матери он сообщал, что «встретился с этой девушкой, о которой я столько слышал и откровенно могу сказать, что она очаровательна и прелестна; скорее хочу видеть Вас и поделиться впечатлениями о ней». 1 октября королева Виктория направила отчёт дочери в Пруссию: «Берти она понравилась, но что до любви…сомневаюсь, что он вообще может любить или хотя бы быть по-настоящему увлечённым хотя бы чем-то. Он робкий, но рискнул сказать, что мы должны услышать мнение Алисы, которой он, вне всякого сомнения, доверяет больше всех». Симпатии к Александре испытывал и младший брат Берти принц Альфред. Их мать решила, что если принц Уэльский откажется жениться на ней, то его брат сможет обручиться с Александрой в течение трёх последующих лет.

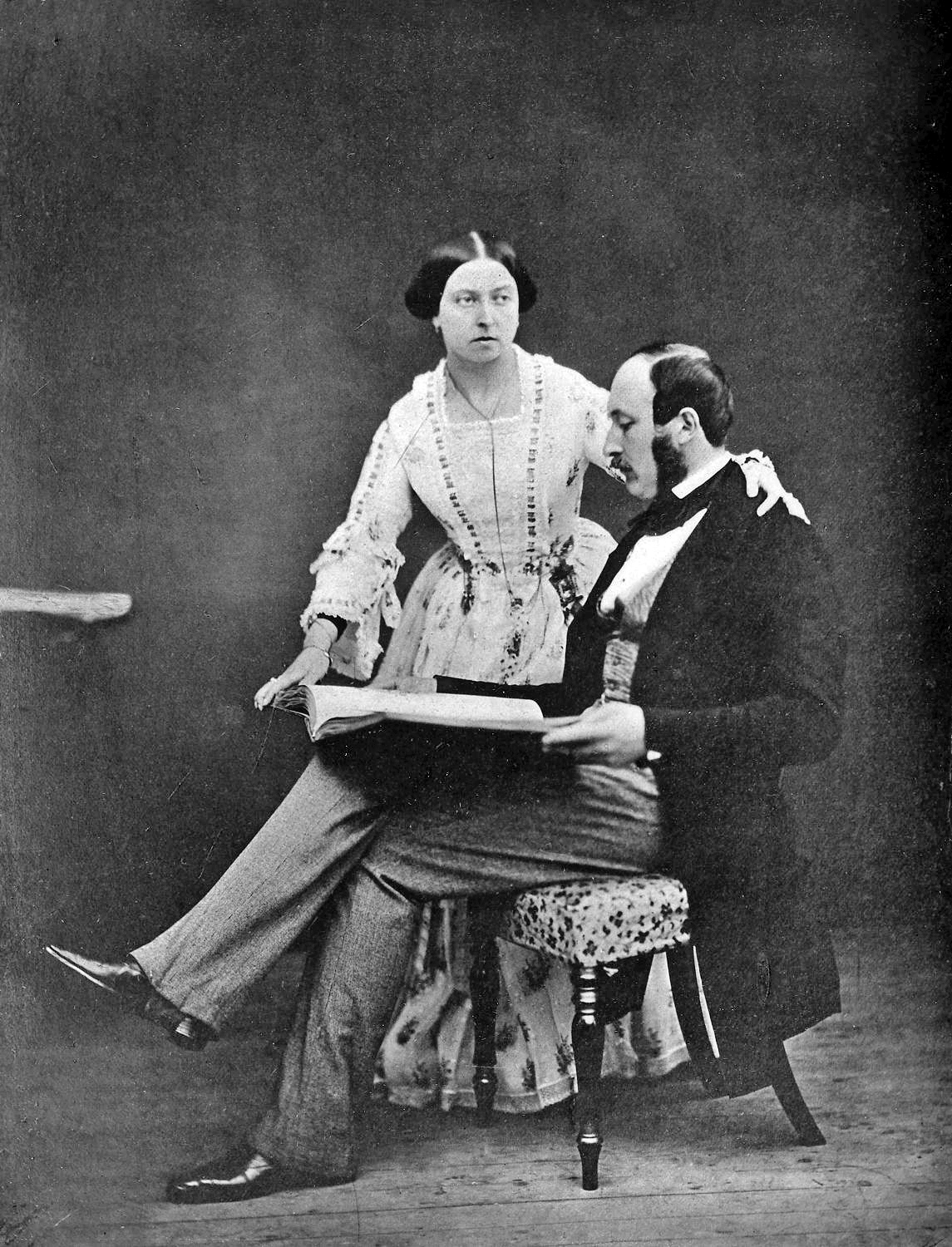
Фотография королевы Виктории и принца Альберта. Роджер Фентон, 1854

7 октября принц Альберт уведомил сына, что тот должен скорее принять решение относительно брака с датской принцессой. Родители принца Уэльского настаивали на новой встречи Берти и Александры, с чем были согласны и родители девушки. При этом, в случае объявления помолвки, брак мог быть заключён в течение следующих двух лет, или же переговоры с датской стороной должны быть прекращены немедленно. 9 ноября стало известно о романе наследника с ирландской актрисой Нелли Клифден. Королева и принц Альберт были шокированы непристойным поведением сына и опасались за его репутацию. К тому времени Альберт был тяжело болен, но 25 ноября отправился в Кембридж, чтобы увидеть сына и обсудить скандал. На следующий день он вернулся в Лондон. В начале декабря ему поставили диагноз брюшной тиф. Принц Альберт умер 14 декабря 1861 года. Королева обвиняла в смерти мужа принца Уэльского, связь которого с актрисой, по мнению Виктории, окончательно подорвала здоровье Альберта. Королевский двор погрузился в траур и переговоры о браке были приостановлены.
В начале 1862 года Виктория Прусская сообщала матери Александры, что после смерти принца Альберта планы относительно брака остались неизменны и королева надеется встретиться с принцессой в скором времени. 2 марта кронпринцесса получила известие от лорда Палмерстона, что российский император Александр II очень хотел бы, что бы Аликс стала женой его старшего сына Николая. Об этом она сообщила брату, который ответил ей 24 марта из Каира: «Я лишь надеюсь, что в скором времени смогу снова поговорить с ней и всё разрешится благополучно ведь будет ужасно, если русские получат столь прекрасный подарок». 1 сентября 1862 года королева прибыла к своему дяде Леопольду I в Королевский дворец Лакен, где лично встретилась с принцессой и её родителями и была приятно удивлена её красотой и безупречной манерой поведения. Королева подарила молодой девушке ветку белого вереска, сорванную принцем Альбертом в Балморале и сказала, что надеется, это принесёт ей счастье. 4 сентября королева уехала в замок Рейнхардсбрунн в городе Фридрихрода. 7 числа в Лакен прибыл принц Уэльский. Предварительно Эдуард попросил разрешения на брак с Александрой как у Кристиана, так и у Луизы, и получил от обоих согласие. 9 сентября он сделал предложение Александре и незамедлительно послал весть королеве: «Я спросил, насколько Вам дорога Ваша страна, и не хотели бы Вы однажды побывать в Англии и на сколько долго, на что она ответила утвердительно; Я так надеялся, что она останется со мной навсегда и наконец я предложил ей свою руку и сердце и тотчас получил ответ ДА!; но я тут же предложил ей обдумать все хорошенько. Она ответила, что всё давно решено. Далее я спросил, нравлюсь ли я Вам — она ответила ДА — я поцеловал ей руку, а она меня; мы говорили и говорили, и я не смог не упомянуть, что Вы примите её и будете любить как родную дочь, сделав самой счастливой. Хотя, пожалуй, она найдёт новый дом печальным после нашей огромной утраты…». Уже будучи вдовствующей королевой, Александра описывала в письме к внуку герцогу Йоркскому этот момент жизни: «Мы гуляли с ним по прелестному саду вместе с моей матерью и будущей королевой бельгийцев, когда внезапно он сделал мне предложение! Моему удивлению не было предела и я согласилась с величайшей радостью!».
В ноябре она приехала в Лондон вместе с отцом, где королева смогла поближе познакомиться с ней. Виктории Александра понравилась, и она сообщала дочери в Пруссию: «Как бы любил её драгоценный Альберт. Она такая хорошая, такая скромная, естественная». В этот период невеста принца усиленно занималась английским языком, много рисовала и читала привезённые с собой книги. Из-за своих действий в организации брака между наследником британской короны и датской принцессой репутация старшей дочери британского монарха в Пруссии сильно пострадала. Вместе с мужем и в компании принца Уэльского они решили отправиться в круиз по Средиземному морю, пока не уляжется недовольство при германском королевском дворе. 15 января 1863 года в Копенгагене был подписан брачный договор. Британский дворцовый циркуляр сообщал, что будущая принцесса Уэльская будет получать 10 000 фунтов стерлингов из доходов покойного принца Альберта, а также парламентский гранд, который будет выплачиваться каждые полгода. Перед отъездом в честь Александры был дан бал в английском посольстве; дед принцессы ландграф Вильгельм Гессен-Кассельский устроил ещё один прием в честь внучки, а принц Кристиан собрал в своём доме всех близких друзей дочери, включая бывших учителей. Александра получила в качестве подарков картины, скульптуры и драгоценности, 100-летнюю англиканскую Библию, а также молитвенник, расписанный двенадцатью англиканскими священниками, преподнесённый тётей Александры принцессой Августой. Девушки Дании подарили невесте столовый сервиз «Flora Danica».
27 февраля 1863 года Александра отправилась в Великобританию в сопровождении ближайших родственников. В приморском городе Киль, при большом скоплении простого народа, она села на пароход Шлезвиг. Через Гамбург пароход следовал в Ганновер, где принцессе дал аудиенцию король Георг V, а далее в Кёльн. 2 марта Александра прибыла в Брюссель к королю Леопольду и вскоре выехала в Лондон на борту королевской яхты HMY Victoria and Albert II. 7 марта 1863 года она прибыла в прибрежный город Грейвзенд в графстве Кент, где невесту встречал принц Уэльский. Королева разметила семью принцессы в государственных покоях Виндзорского замка. 9 марта Александра получила от лорда-мэра и Корпорации лондонского Сити в качестве подарков на свадьбу  бриллиантовые серьги и колье, состоящее из 32 крупных голкондских бриллиантов.

### Свадьба

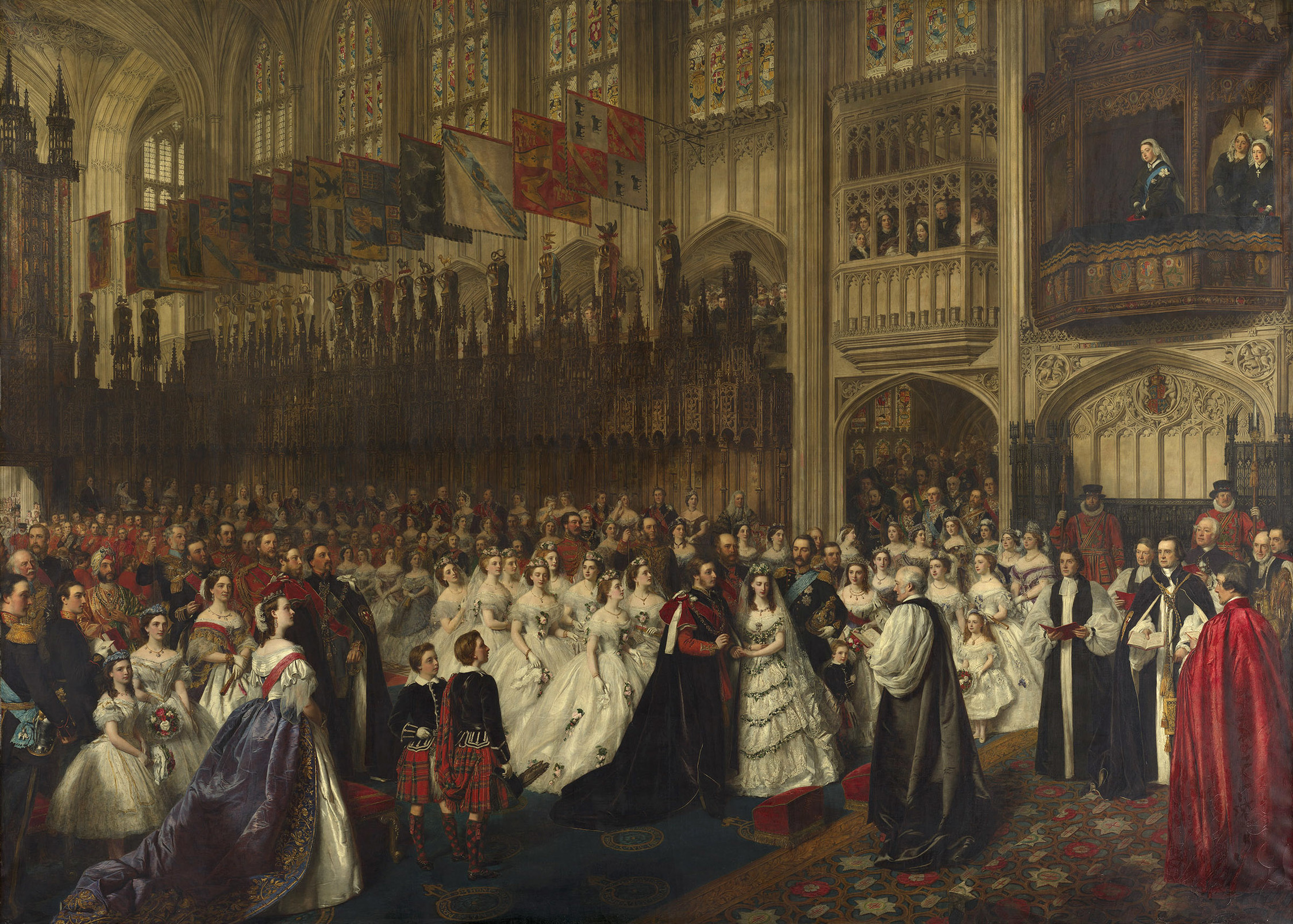
Свадьба принца Уэльского и Александры Датской на картине кисти Уильяма Пауэлла Фрайта, 1865 год

Перед свадьбой Александра с женихом и его матерью посетили Королевский мавзолей на кладбище Фрогмор, где покоится принц Альберт. Около могилы мужа королева произнесла: «Он даёт вам своё благословение». 10 марта 1863 года под руководством архиепископа Кентерберийского Чарльза Томаса Лонгли прошла свадебная церемония в часовне Святого Георгия Виндзорского замка, которая до этого была известна больше как место погребения британских монархов. Выбор места проведения церемонии широко критиковался в обществе. Свадьба проходила в пригороде Лондона, куда большинство простых зрителей не смогли попасть. Многие приглашённые гости жаловались на слишком долгую дорогу. Со стороны невесты были приглашены лишь наиболее близкие родственники: родители, братья и сёстры, герцог Карл Глюксбургский (дядя невесты). Королевский двор тогда ещё находился в трауре по недавно скончавшемуся принцу Альберту. Все женщины на свадьбе были в серых, сиреневых или лиловых платьях, а сама королева наблюдала за церемонией венчания из эркера Екатерины Арагонской, расположенного над алтарём и не принимала участия в свадебном обеде в холле Святого Георга. Среди гостей, присутствовавших на церемонии, были известные писатели Альфред Теннисон, Чарльз Диккенс и Уильям Теккерей, а также махараджа Далип Сингх, герцогиня Брабантская, граф Фландрии, князь Лейнингенский, принц Эдвард Саксен-Веймарский, герцог и герцогиня Саксен-Кобург-Готские.

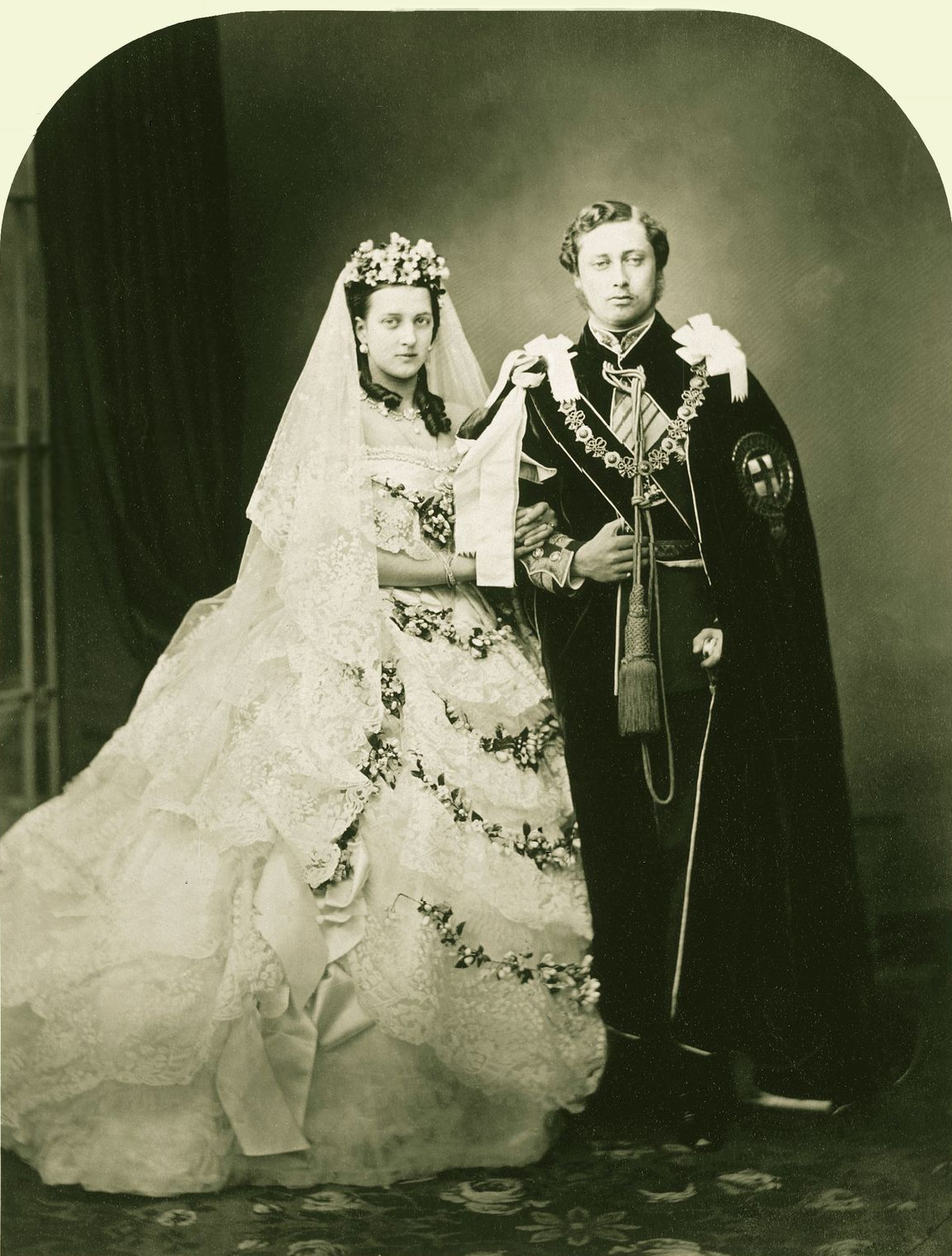
Свадебная фотография Александры и Альберта Эдуарда

Обручальное кольцо для невесты состояло из шести камней. Первые буквы в названиях драгоценных камней, записанные в ряд, образовывали имя Берти. Первоначально было решено, что платье для свадьбы будет сшито из подарка короля Леопольда I, специально привезённого бельгийского кружева, однако в последний момент по патриотическим соображениям наряд изготовили из английских тканей. Александра была одета в белое атласное платье и пышные юбки, которые поддерживал кринолин. Шлейф был сделан из серебряного муара. Платье было покрыто кружевом в четыре яруса, из которого также была сделана и фата. К алтарю её вёл отец и герцог Кембриджский, а подружками невесты выступили восемь представительниц английских аристократических фамилий. Все они после торжеств получили на память медальоны, украшенные кораллами и бриллиантами, которые олицетворяли красное и белое — цвета флага Дании. На свадьбе звучала музыка, которую когда-то написал принц Альберт и со слов леди Геральдин Сомерсет «музыка опечалила всю семью, особенно принцесс и королеву, которая плакала взахлёб». На свадьбе пела известная шведская оперная певица Енни Линд.

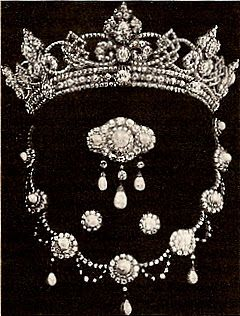
Свадебный подарок принца Уэльского своей жене: тиара, колье, серьги и брошь

О своём браке Александра писала кронпринцессе Прусской: «Ты, наверное, думаешь, что я хочу стать женой твоего брата только из-за положения, но, даже если бы он был пастухом, я бы полюбила его так же и не променяла ни на кого другого». Свой медовый месяц супруги провели в Осборн-хаусе на острове Уайт, где получили поздравления от студентов Итонского колледжа, включая Рэндольфа Черчилля. Свадебным подарком королевы стал Сандрингемский дворец, стоящий 220 000 фунтов стерлингов. Альберт Эдуард подарил своей жене бриллиантовые тиару, колье, брошь и серьги; от королевы Виктории она получила ожерелье, состоящее из опалов и бриллиантов; король Дании подарил Александре усыпанный бриллиантами золотой крест, который был копией креста королевы Дагмар Богемской, супруги датского монарха Вальдемара II. Подружки невесты преподнесли молодой принцессе браслет из бриллиантов и цветной эмали, состоящий из восьми соединённых между собой медальонов, где содержались маленькие фотографии каждой из них. Жителями Дании было собрано около 100 000 крон в качестве приданого для невесты.

### Первые годы замужества

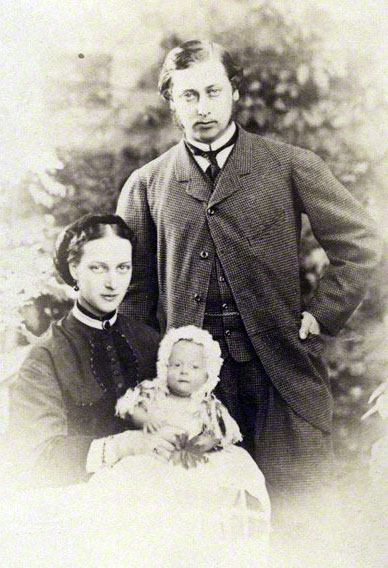
Принц и принцесса Уэльские с первенцем Альбертом Виктором

К концу года отец Александры унаследовал датский престол, брат Георг стал королём Греции, а младшая сестра Дагмар была помолвлена с наследником российского престола, цесаревичем Николаем Александровичем. Король Дании продолжал бороться с Австрией и Пруссией за Шлезвиг-Гольштейн. Немецкие войска вторглись на территорию герцогства и захватили власть, уменьшив тем самым территорию Датского королевства на две пятых. К большому негодованию королевы Виктории и её дочери Виктории Прусской, Александра и Альберт Эдуард оказались на датской стороне. Нелюбовь к немцам, которую испытывали родители Александры и она сама, сохранилась у неё до конца жизни. Несмотря на антинемецкие взгляды, датская принцесса была близкой подругой Виктории Прусской на протяжении почти 40 лет, до смерти последней в августе 1901 года от рака. Вплоть до конца правления королевы Виктории супруги проводили в Виндзорском замке каждую годовщину смерти принца Альберта, 14 декабря.
В начале 1864 года родился первенец супругов — Альберт Виктор Кристиан Эдвард. Он появился на свет на два месяца раньше срока. Свои первые имена мальчик получил в честь умершего деда принца-консорта и королевы Виктории, которая не сочла нужным посоветоваться с невесткой в выборе имён. Всего в браке Александра родила шесть детей. Считается, что все дети четы были рождены раньше срока. Биограф Ричард Хью пишет, что Александра специально вводила в заблуждение свою свекровь о дате рождения ребёнка, чтобы та не смогла присутствовать при родах. Миссис Блэкберн, служившая медсестрой в королевской семье, писала, что «она [Александра] была полна радости, когда дети вбегали в детскую; она надевала фланелевый фартук и сама их купала, а потом наблюдала за ними, спящими в их маленьких постелях». Во время вынашивания третьего ребёнка принцесса Уэльская начала страдать от ревматоидных болей, вследствие чего у неё развилась хромота.
В обществе супруга наследника вела себя достойно и умела произвести на всех хорошее впечатление; дома была ласковой к родным, обладала чувством юмора. Она свободно владела английским языком, но говорила на нём с сильным датским акцентом. Александра любила танцы, катание на коньках и драйвинг. К большому недовольству королевы Виктории она часто ездила на лошадях, что, по мнению королевы, могло препятствовать деторождению.

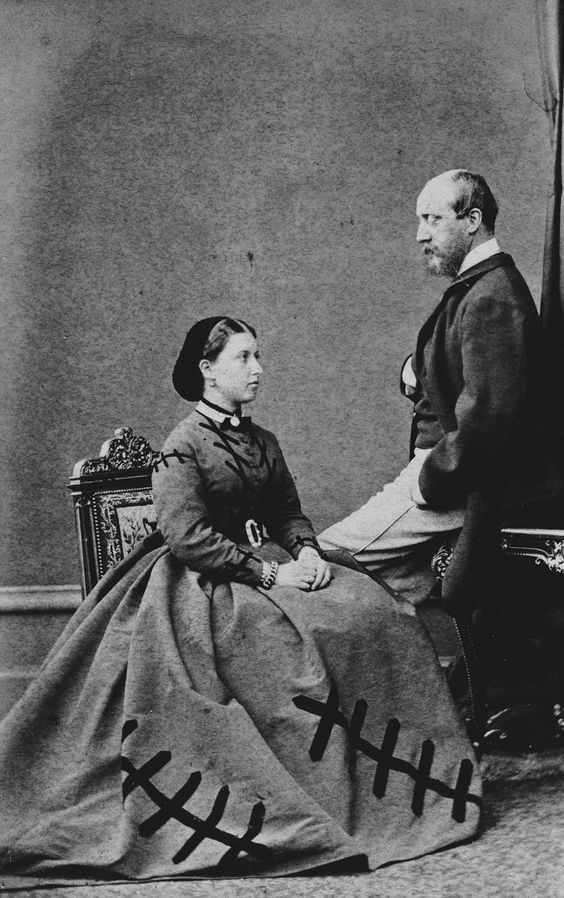
Елена вместе с мужем принцем Кристианом Шлезвиг-Гольштейнским

У Виктории и её невестки периодически возникали ссоры из-за позиции принцессы по отношению к Пруссии. Александра категорически не поддерживала брак принцессы Елены, младшей сестры Берти, и немецкого принца Кристиана Шлезвиг-Гольштейнского, члена Августенбургского дома, претендовавшего на герцогский престол Шлезвиг-Гольштейна. Узнав о предстоящей помолвке, она воскликнула: «Герцогства принадлежат Папа́». Александра нашла поддержку у мужа, его брата Альфреда и их сестры Алисы, которая открыто обвинила мать в том, что она готова пожертвовать счастьем дочери ради собственного удобства. После объявления о помолвке отношения между Еленой и принцессой Уэльской оставались напряжёнными, поскольку Александра была не готова принять Кристиана, также приходившегося ей троюродным братом (их общим предком был король Дании Фредерик V), ни в качестве кузена, ни в качестве зятя. Этот брак рассорил Александру не только с Еленой: королева не смогла простить принцессе обвинения в собственничестве; она писала об Уэльсах: «Берти — самый ласковый и добрый, но это не означает, что Аликс должна быть такой же. Пройдёт много времени, если такой момент вообще наступит, прежде, чем она сможет вернуть моё доверие к ней».

### Заграничное турне
Осень 1864 года королевская чета провела с официальным визитом по странам Скандинавского полуострова. 8 июня 1865 года Александра родила второго сына принца Георга Фридриха Эрнста Альберта, будущего короля Георга V, который появился на свет на месяц раньше срока. В феврале 1867 она родила третьего ребёнка — принцессу Луизу. Супруги совершили поездку в Ирландию в апреле 1868 года. Александра только окрепла после перенесённых родов и начала снова ходить без помощи костылей, но уже была беременна четвёртым ребёнком, которого родила летом 1868.
Королевская чета провела шесть месяцев в заграничной поездке с осени 1868 по весну 1869 года. Сначала они отправились в Компьень, где несколько дней провели в обществе императора Наполеона III и его супруги Евгении де Монтихо. После уехали в Париж, который Александра посетила впервые и осталась в полном восторге от города. На Рождество супруги приехали в Данию, где провели праздники с родителями принцессы и тремя приехавшими из Англии детьми. Далее семья направилась в Гамбург, откуда дети вернулись в Британию. Принц и принцесса Уэльские поехали в Берлин, где Александра впервые встретилась с Бисмарком, королём и королевой Пруссии. Из столицы немецкого государства супруги уехали в Вену, где их принимал император Франц Иосиф с супругой. Они посещали балы, где им были представлены практически все члены дома Габсбургов, ездили в оперу, а принцесса Уэльская вместе с императрицей совершала конные прогулки.
На одном из кораблей британского флота супруги прибыли в египетскую Александрию и плыли вверх по течению Нила до Луксора, где посетили сахарную фабрику, школу и скальный некрополь Бени-Хасан. В Фивах принцессе с супругом показывали Колоссы Мемнона и Карнакский храм. Здесь принцесса Уэльская взяла под своё покровительство нубийского сироту. После возвращения в Англию он был крещён, а его крёстными стали принц с принцессой. Достигнув города Вади-Хальфа корабль отправился обратно в Каир. В письме к матери Альберт Эдуард сообщал, что «Аликс поразили пирамиды, но разочаровал Сфинкс».
Через Суэцкий канал они отправились в Стамбул, где инкогнито совершали покупки на базарах под именем мистера и миссис Уильямс. В Турции принцесса Уэльская стала первой женщиной, которой было позволено сидеть рядом с султаном во время ужина. Он подарил принцессе свой портрет и драгоценности на сумму около 80 000 фунтов. Из Стамбула супруги приехали в Крым, где осмотрели места военных действий во время крымской войны и военное кладбище. После поехали в Грецию к брату Александры королю Георгу I, где познакомились с его супругой Ольгой Константиновной и их первым сыном Константином. Через Париж супруги вернулись в Лондон в середине мая 1869 года.

## Принцесса Уэльская

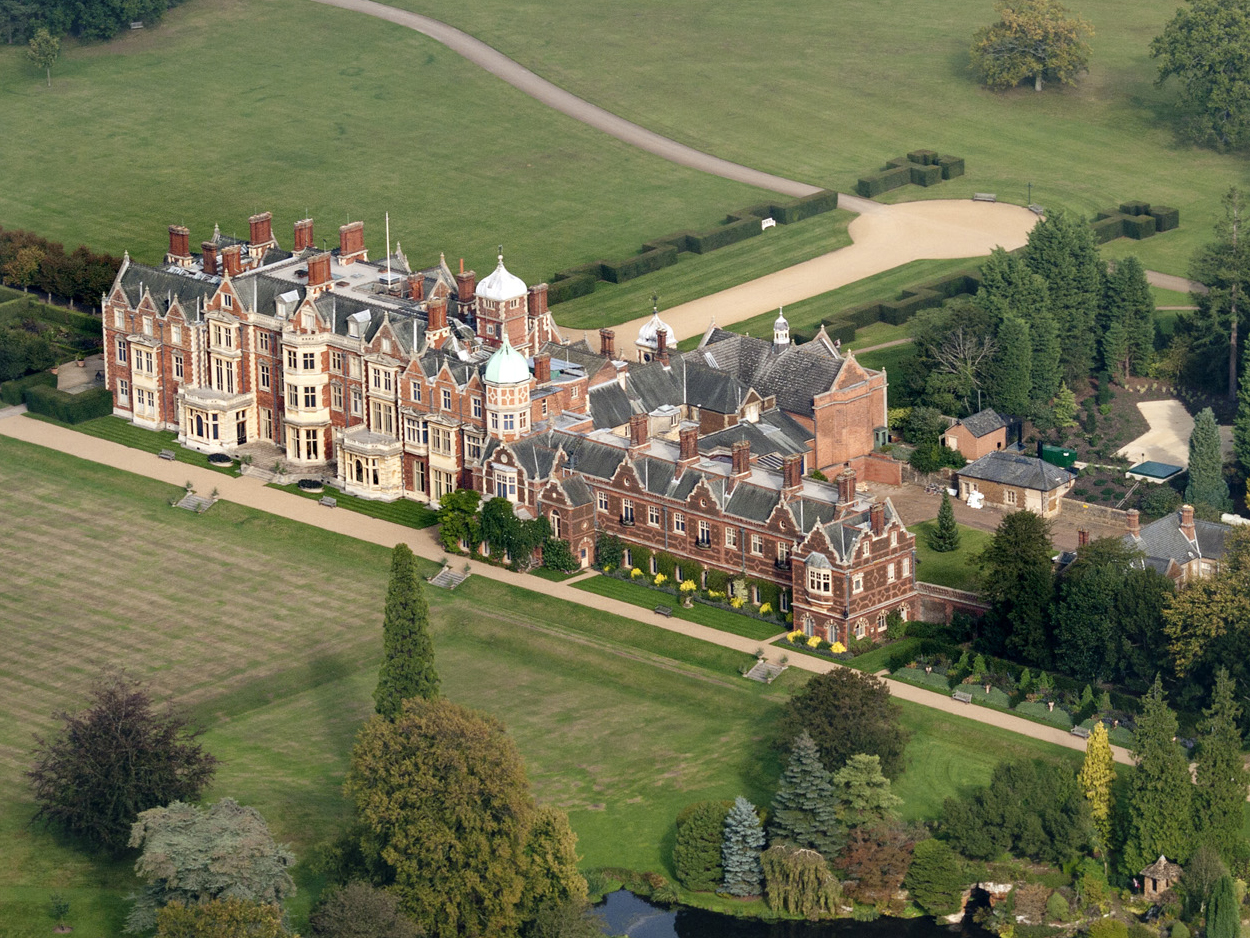
«Дорогой старый Сандрингем — место, которое я люблю больше всех остальных» — писал о дворце сын Александры, король Георг V. Фотография 2011 года.

Для Александры и её супруга Сандрингемский дворец был любимой резиденцией; в Лондоне они проживали в Мальборо-хаусе. Многие биографы сходятся во мнении, что брак датской принцессы и английского престолонаследника был счастливым, подтверждениями чему служат шесть беременностей и интенсивная переписка с супругом на протяжении многих лет. Однако биографы пишут, что Альберт Эдуард не уделял достаточно времени Александре и со временем их отношения стали прохладными. В 1871 году у него появились приступы брюшного тифа (причина смерти принца Альберта) и Александра вместе с сестрой Берти Алисой ухаживали за ним. Это сильно сблизило Аликс с супругом, а также с королевой.
Принц подвергался критике со стороны общества, не выражая поддержку своей жене во время приступов ревматизма. На протяжении всего их брака у Альберта Эдуарда было множество любовниц, в том числе актрисы Лилли Лэнгри и Сара Бернар, Дейзи Гревилл, Агнесса Кейзер. Связь со светской львицей Алисой Кеппел продолжалась последние 12 лет жизни Эдуарда. Из всех любовниц мужа Александра наиболее благосклонно относилась именно к Алисе. Последней фаворитке, с разрешения Александры, было позволено навестить Эдуарда на смертном одре в 1910 году. Сама Александра всю жизнь была верна супругу.

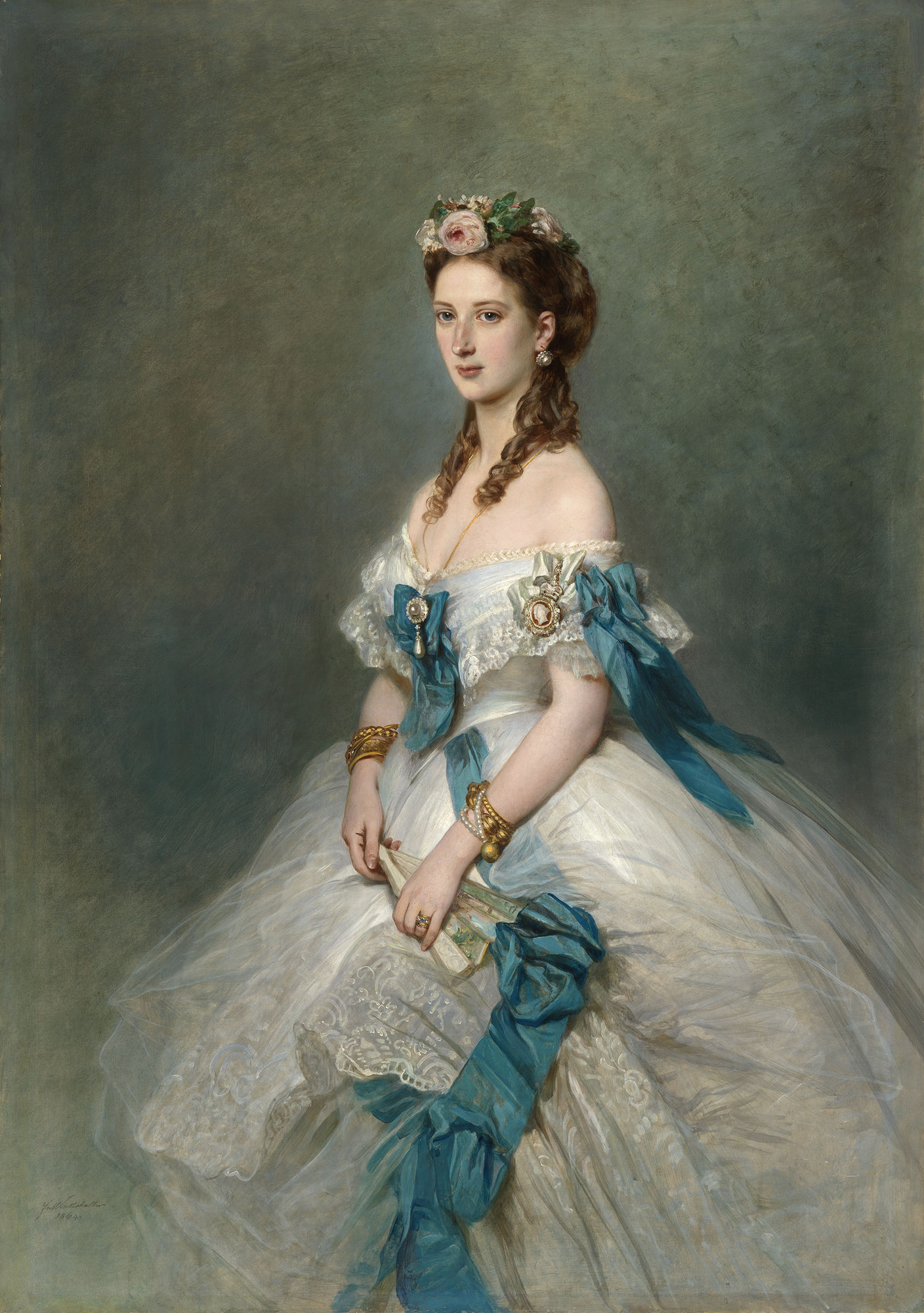
Александра Датская. Франц Ксавер Винтерхальтер, 1864 год, Королевская коллекция, Лондон

Александра страдала от наследственного отосклероза, который с годами сделал её практически глухой. Из-за болезни она всё чаще проводила время в кругу детей, ездила к родственникам в Данию и каталась на лошадях; всю жизнь Александра любила собак: мопсов, японских хинов и пекинесов; в их дворце одно время жил белый какаду. Переехав в Великобританию, принцесса Уэльская стала брать уроки у известно пианиста Чарльза Халле, а любимым её музыкальным жанром была опера. С начала 1870-х годов она стала большой любительницей фотографий, получая уроки от известного фотографа Фредерика Ральфа. Некоторые из её работ были представлены на выставке в 1897 году. Последняя беременность принцессы Уэльской в 1871 году закончилась рождением сына Александра Джона, умершего на следующий день. Александра просила королеву скрыть смерть ребёнка от общества, но Виктория настаивала на объявлении официального траура при дворе. В прессе смерть ребёнка была описана как «несчастный выкидыш» и «отвратительный маскарад». Младенца похоронили в церкви Святой Марии Магдалины на территории Сандрингема, в полной секретности, в отличие от его предков, которых хоронили на протяжении веков в Виндзорском замке. В середине 1870-х годов Александра снова проявила свои антигерманские настроения, попытавшись повлиять на решение своего деверя Артура женится на прусской принцессе Луизе Маргарите. Сама Аликс имела намерение женить Артура на своей младшей сестре Тире.
Среди большого количества слуг Сандрингемского дворца Александра была особенно привязана к двоим. Первым был офицер Дайтон Пробин, поступивший на службу к Альберту Эдуарду в 1872 году. В личных разговорах он называл принцессу «Блаженной леди». Он был прост в общении и мог найти язык с кем угодно. Другой была леди Шарлотта Ноллис, назначенная личным секретарём принцессы и её дамой опочивальни. С годами круг обязанностей Шарлотты увеличивался и она стала оказывать некоторое влияние на саму принцессу.
В 1873 году принц и принцесса Уэльские принимали у себя в Мальборо-хаусе цесаревича Александра Александровича с супругой Марией Фёдоровной (сестрой Александры) и старшими детьми. Английские и русские родственники посещали театры, аристократические балы, королевские резиденции и несколько раз были на приёме у королевы Виктории. На следующий год наследная чета отправилась в Санкт-Петербург, где младший брат Берти Альфред женился на единственной дочери императора Александра II великой княжне Марии. На протяжении восьми месяцев в 1875—76 годах принц Уэльский находился в путешествии по Индии; Александра, к её большому разочарованию, осталась дома. Альберт Эдуард в сопровождении своих друзей-аристократов проводил много времени, занимаясь охотой, стрельбой и посещая достопримечательности. В том же году Александра стала одной из крёстных родителей своей племянницы Марии Эдинбургской, в будущем королевы Румынии. В течение многих лет каждое лето Александра с мужем и детьми ездила в Данию, где в Фредериксборге собирались королевские родственники датских монархов со всей Европы.

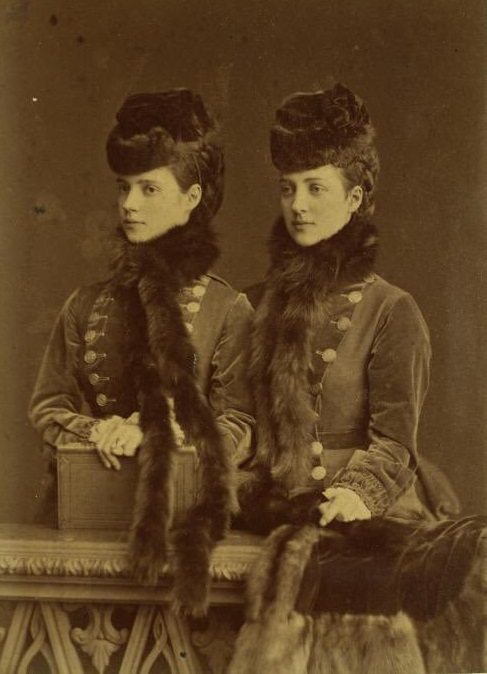
Александра (справа) и её сестра, тогда ещё цесаревна Мария Фёдоровна, 1875 год

Весну 1877 года Александра провела в Греции, куда поехала на лечение и в гости к брату-королю. Во время Русско-турецкой войны принцесса Уэльская поддерживала Россию и выступала за пересмотр границ Османской империи и Греции в пользу последней. Следующие три года её сыновья, Альберт Виктор и Георг, провели в заграничной поездке по всему миру в рамках их службы в военно-морском флоте и общего образования. Прощаясь с ними, Александра непрерывно рыдала и на протяжении всего их путешествия отправляла письма. 14 декабря 1878 года в годовщину смерти принца Альберта от дифтерии скончалась младшая сестра Берти Алиса, великая герцогиня Гессенская. Узнав об этом, Александра сказала: «Если бы я могла умереть вместо неё». Королева, разбитая горем снова сблизилась со своей невесткой. В 1881 году супруги отправились в Санкт-Петербург, где представляли британский королевский двор на похоронах императора Александра II. Вскорости Берти был вынужден вернуться в Англию; его супруга пробыла в России ещё несколько недель. По распоряжению королевы Виктории принц Уэльский от её имени провёл процедуру принятия в Орден Подвязки нового императора. В 1883 году они присутствовали на коронации императора Александра III и императрицы Марии Фёдоровны. Находясь в России, Александра проводила всё своё время вместе с сестрой. В 1888 году принцы Уэльские вместе с сыном Георгом присутствовали на похоронах императора Фридриха III, мужа старшей сестры Берти Виктории, процарствовавшего 99 дней и умершего от рака горла. Александра оказывала поддержку вдове императора, о которой писала: «Её жизнь стала одинокой и невыносимой, все её планы и стремления разбиты и не осталось ничего, кроме воспоминаний о прошлом».
В том же году супруги отпраздновали 25-ю годовщину свадьбы. Александре в честь юбилея от 365 жён пэров Великобритании была подарена тиара в популярном тогда среди королевских и аристократических фамилий стиле русского кокошника. Сейчас тиара находится в Королевской коллекции и её часто носила покойная Елизавета II.
Как жена английского наследника трона, принцесса Уэльская выполняла множество общественных обязанностей. По словам королевы Виктории: «Александра взяла на себя общественные дела, избавив меня от напряжения и усталости. Она открывала базары, посещала концерты и больницы вместо меня… она никогда не жалуется, наоборот, пытается доказать, что это доставляет ей удовольствие, но для меня есть слишком утомительное занятие». Публика всегда приветствовала королевскую чету. Однажды, во время визита в Ирландию в городе Корк, пара встретилась с недовольной толпой, состоявшей в большинстве своём из ирландских националистов. Собравшиеся освистали высоких гостей, размахивали палками и чёрными флагами. Александра, как писали британские газеты, несмотря на разъярённую толпу, была приветлива и улыбчива, а собравшихся людей охарактеризовала как «энтузиастов». В рамках того же ирландского визита Александра получила докторскую степень Тринити-колледжа в Дублине. Особую озабоченность она проявляла в вопросах Королевской больницы, которую регулярно посещала. Там будущая королева лично познакомилась с Джозефом Мерриком, известным как «Человек-слон» из-за ужасных деформаций тела.
Смерть старшего сына в 1892 году стала большим ударом для принцессы Уэльской. Комнаты, где проживал принц, его личные вещи и портреты после смерти владельца, согласно распоряжению матери, остались в нетронутом виде, подобно тому, как было сделано королевой Викторией после смерти принца Альберта в 1861 году. По поводу смерти старшего сына Александра сказала: «Я похоронила моего ангела, а вместе с ним и своё счастье». Сохранившиеся письма между матерью и детьми свидетельствуют о близких отношениях. В 1894 году в Ливадии умер император Александр III. Племянник Александры, Николай Александрович, стал новым царём. Александра отправилась в Россию на два с половиной месяца, где всецело поддерживала родную сестру, тяжело переживавшую смерть супруга. Вместе со своим мужем, отцом, братом и другими родственниками посетила похороны императора в Санкт-Петербурге, а также свадьбу нового императора с принцессой Алисой Гессенской, принявшей православное имя Александра Фёдоровна. Март и апрель 1896 года она провела на Лазурном берегу в компании своих дочерей, Виктории и недавно вышедшей замуж Мод, сестры Марии Фёдоровны и племянников, великих князей Георгия и Михаила. К этому времени все дети королевской четы, кроме принцессы Виктории, известной в семье как Тория, заключили брачные союзы. Историки сходятся во мнении, что Александра подавляла желание дочери выйти замуж и тем самым отдалиться от матери. В итоге молодая принцесса так замуж и не вышла, находясь рядом с матерью до её кончины. У Александры всегда имелся под рукой звонок, по которому она вызывала дочь к себе. Великая княжна Ольга, кузина принцессы Тории, писала о ней как о «несчастной, но преданной служанке». В 1898 году умерла датская королева Луиза, мать Александры. 15 октября в присутствии многочисленных родственников она была захоронена в Роскилльском соборе.
Титул принцессы Уэльской Александра носила дольше, чем кто-либо до неё и после.

## Годы правления
Коронационные портреты Эдуарда VII и Александры. Люк Филдс, 1905 год, Королевская коллекция, Лондон
22 января 1901 года королева Виктория умерла; Александра присутствовала при этом, стоя на коленях и держа свекровь за руку. Альберт Эдуард, принявший тронное имя Эдуард VII, и Александра стали британскими монархами. В том же году новая королева стала первой с 1488 года дамой Ордена Подвязки. Спустя два месяца принц Георг, герцог Йоркский, и его супруга Виктория Мария отправились в поездку по империи, оставив своих детей на попечении короля и королевы. Александра была крёстной матерью нескольких детей Георга: будущего короля Эдуарда VIII, Георга, герцога Кентского и принцессы Марии, а также своего правнука — Аластера Коннаутского. После смерти королевы Виктории новым монархам пришлось покинуть свои прежние резиденции, к которым была привязана Александра, и въехать в Букингемский дворец — официальную резиденцию британского короля. После открытия парламента в середине февраля 1901 года новая королева отправилась в Германию, где провела несколько месяцев, ухаживая за умирающей от рака вдовствующей императрицей Викторией. Королева вернулась в Англию за три месяца до смерти невестки в августе того же года.
Церемонию коронации планировали провести в июне 1902 года после возвращения герцога Йоркского с супругой, однако было принято решение о её переносе из-за аппендицита, развившегося у Эдуарда. Королева присутствовала без мужа на военном параде и на королевских скачках в Аскоте. Королю была проведена успешная операция под руководством хирурга Фредерика Тривза и после его выздоровления супруги были коронованы 9 августа 1902 года в Вестминстерском аббатстве Лондона. Новую корону, включавшую в себя знаменитый алмаз «Кохинур», возложил на голову Александры архиепископ Йоркский Уильям Маклаган.
Новая королева получала по 60 000 фунтов стерлингов в год. Круг обязанностей Александры после восшествия на престол расширился; она сохранила в должности большинство своих слуг и фрейлин. Осенью 1903 года супруга английского короля снова приехала в Германию, где присутствовала на свадьбе своего племянника Андрея Греческого с Алисой Баттенберг. 10 декабря 1903 года, когда королева находилась в Сандрингеме, в комнате Шарлотты Ноллис, которая располагалась под личными покоями Александры, загорелась потолочная балка. Леди Ноллис подняла во дворце тревогу и лично вывела Александру в безопасное место, за что позже была награждена золотой медалью. По словам великой герцогини Мекленбург-Стрелицкой: «Мы должны отдать должное старой Шарлотте, ведь именно она спасла королеве жизнь». 22—24 марта 1905 года королева в сопровождении младших дочерей и зятя принца Карла Датского (будущего короля Норвегии) совершила официальный визит в Португалию в ответ на прошлогодний приезд португальских монархов в Великобританию. В первый день Александра встретилась с королевой Амелией и вдовствующей королевой Марией Пией. На следующий день в сопровождении принца Карла королева совершила прогулку по центру города без сопровождения охраны. В последний день визита она посетила город Синтру вместе с зятем и обедала в обществе вдовствующей королевы. В этом же году младшая дочь Александры и Эдуарда Мод стала королевой Норвегии, когда страна получила независимость от Швеции.

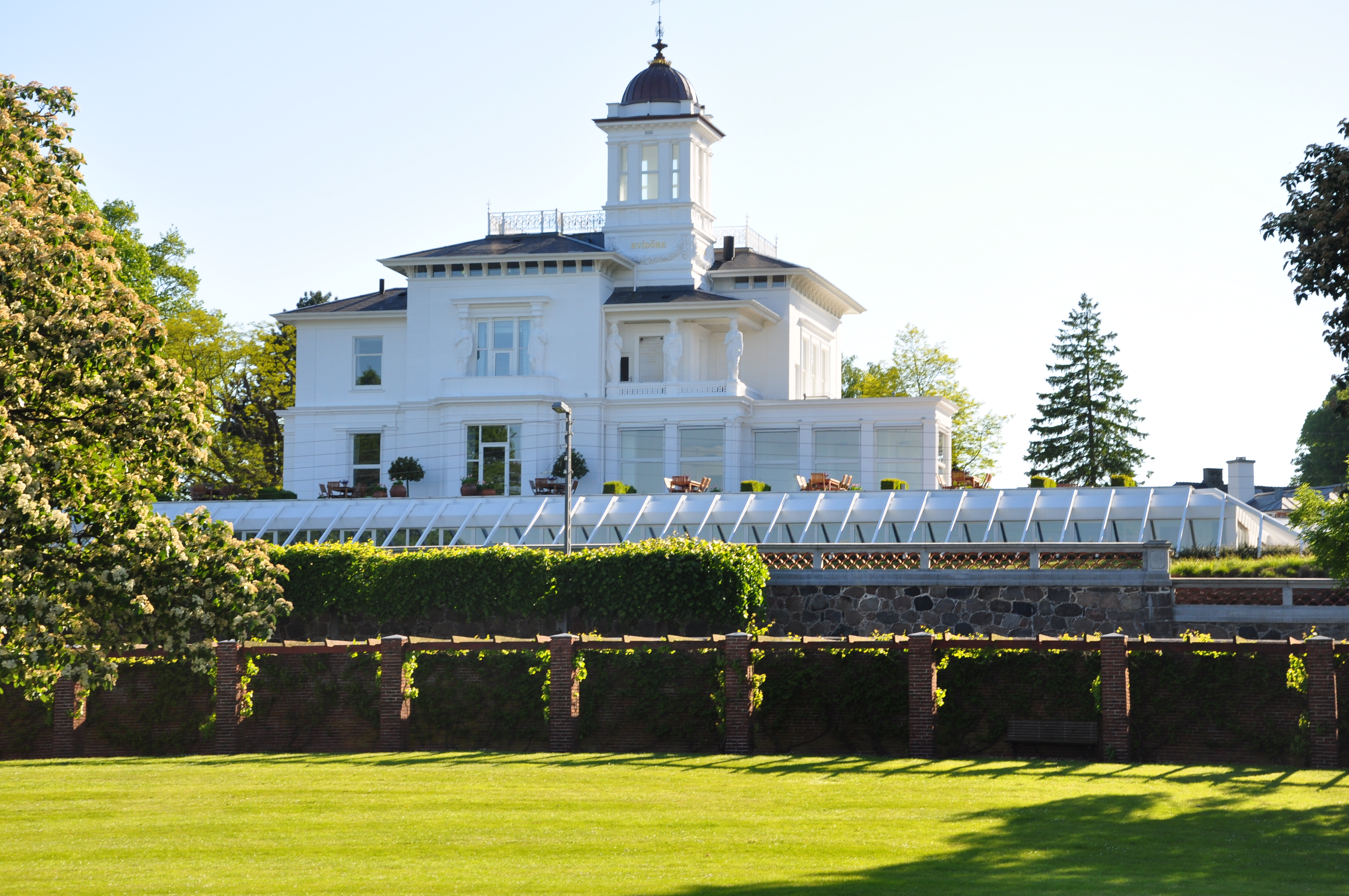
Вилла Видёре. Фотография 2009 года

Зимой 1905—06 года герцог Йоркский с супругой снова уехали за границу в Британскую Индию, оставив внуков на попечение дедушки и бабушки. Этой же зимой в возрасте 87 лет на руках у своей дочери Марии Фёдоровны умер король Датский Кристиан IX, отец Александры. После 1905 года здоровье короля Эдуарда резко ухудшилось. Он страдал от бронхита вследствие чрезмерного курения, а также имел серьёзные проблемы с весом в годы правления. Королева пыталась воздействовать на супруга, но из этого ничего не вышло. В 1907 году Александра вместе с сестрой купили в Дании небольшую виллу Видёре, где проводили вместе много времени как частные лица. В 1908 году королева с супругом и дочерью Викторией встречались с российской императорской семьёй на территории современной Эстонии. Весну 1909 года Эдуард VII, Александра и вдовствующая императрица провели в путешествии по Средиземному морю. Они посетили Италию, где совершили официальный визит к королю Виктору Эммануилу III и его супруге Елене.

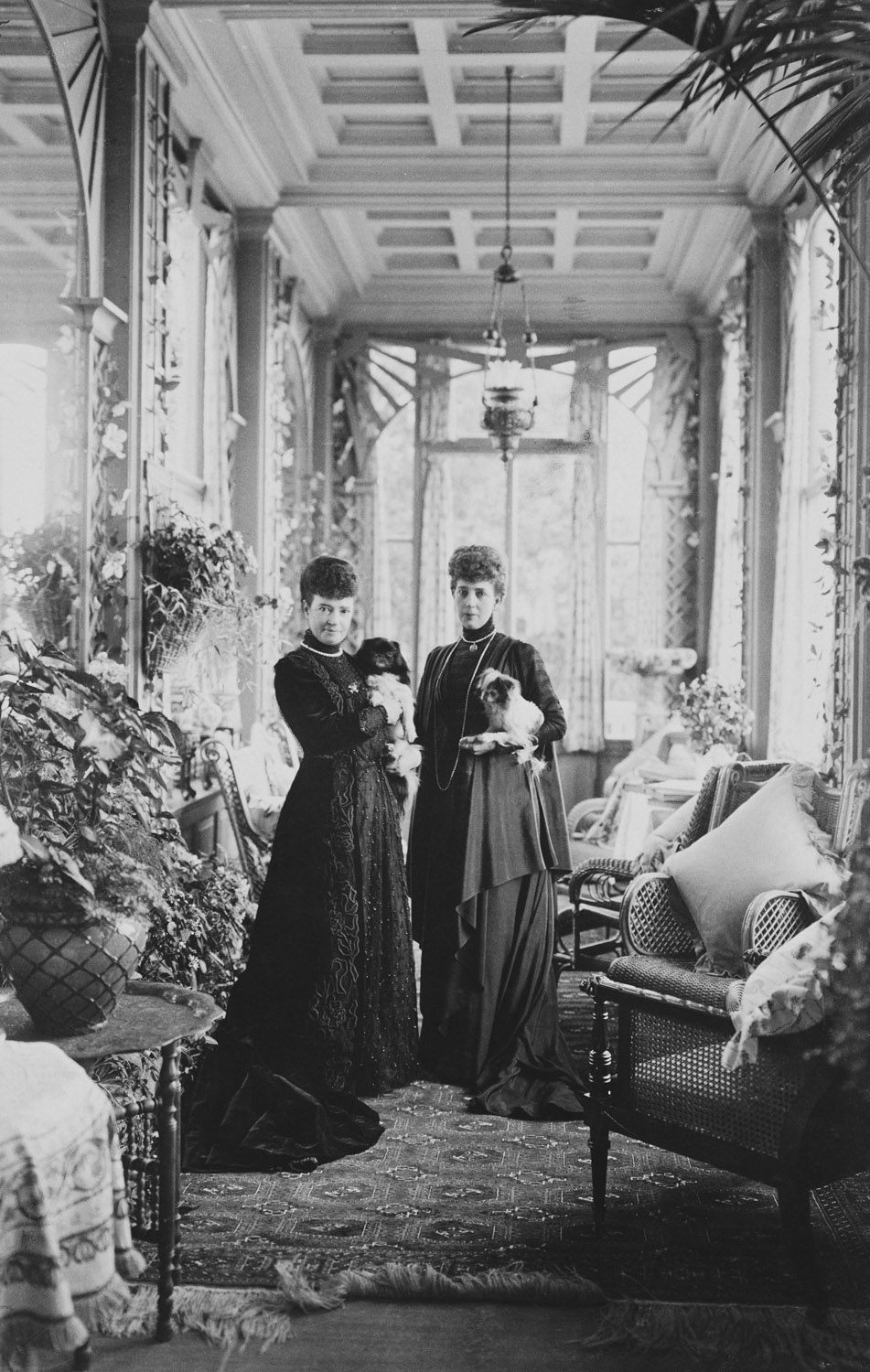
Александра (справа) с сестрой на вилле Видёре, ок. 1911 года

Биограф королевы Дэвид Дафф пишет, что Александре умышленно не показывали многие государственные бумаги и ограничивали количество зарубежных визитов, чтобы она не смогла повлиять на политические решения мужа. Королева выступала против любой попытки сближения с Германией, её экспансии и интересов на политической арене Европы. Например, в 1890 году Александра написала открытое послание британским министрам и военнослужащим, в котором призывала отменить обмен британского острова Гельголанд на немецкую колонию Занзибар. Она отметила, что остров имеет стратегическое значение для Великобритании и, в случае войны, он мог бы отразить немецкую агрессию. Несмотря на усилия Александры, 1 июля 1890 года был подписан Занзибарский договор об обмене острова на колонию. Немцы укрепились на Гельголанде, и, по словам писателя Роберта Энсора, предсказанных Александрой, остров «стал краеугольным камнем в преступных действиях и обороне Германии на море». Немецкая газета Frankfurter Zeitung назвала королеву Александру и её сестру-императрицу «Центром международного антигерманского заговора». Александра всю жизнь не доверяла своему племяннику, германскому императору Вильгельму II, называя его «нашим внутренним врагом».
В 1910 году Александра стала первой супругой британского монарха, которая присутствовала во время дебатов Палаты общин Великобритании. В течение двух часов она сидела в галерее для женщин, в то время как обсуждался законопроект парламента об отмене права палаты лордов налагать своё вето на законопроекты. В частном порядке Александра высказала своё несогласие с его принятием. Вскоре после этого она уехала на греческий остров Корфу, где навестила брата. Находясь на отдыхе, она получила известие об ухудшении здоровья короля и немедленно выехала в Лондон. Она прибыла за несколько часов до его кончины, которая случилась ночью 6 мая. Королева лично вводила ему кислород из баллона для облегчения дыхания. Александра сообщала придворному Фредерику Понсонби: «Я чувствую себя как камень, неспособный дышать, не в силах плакать и понять, что происходит на самом деле». По приказу вдовы тело покойного короля следующие восемь дней находилось в личных покоях и к нему допускались небольшие группы родственников и друзей. 14 мая тело было перенесено в тронный зал, а 17 мая на королевском поезде доставлено в Виндзорский замок и захоронено в часовне Святого Георга. После его смерти она переехала из Букингемского дворца в Мальборо-хаус, сохранив за собой Сандрингем.

## Вдовство

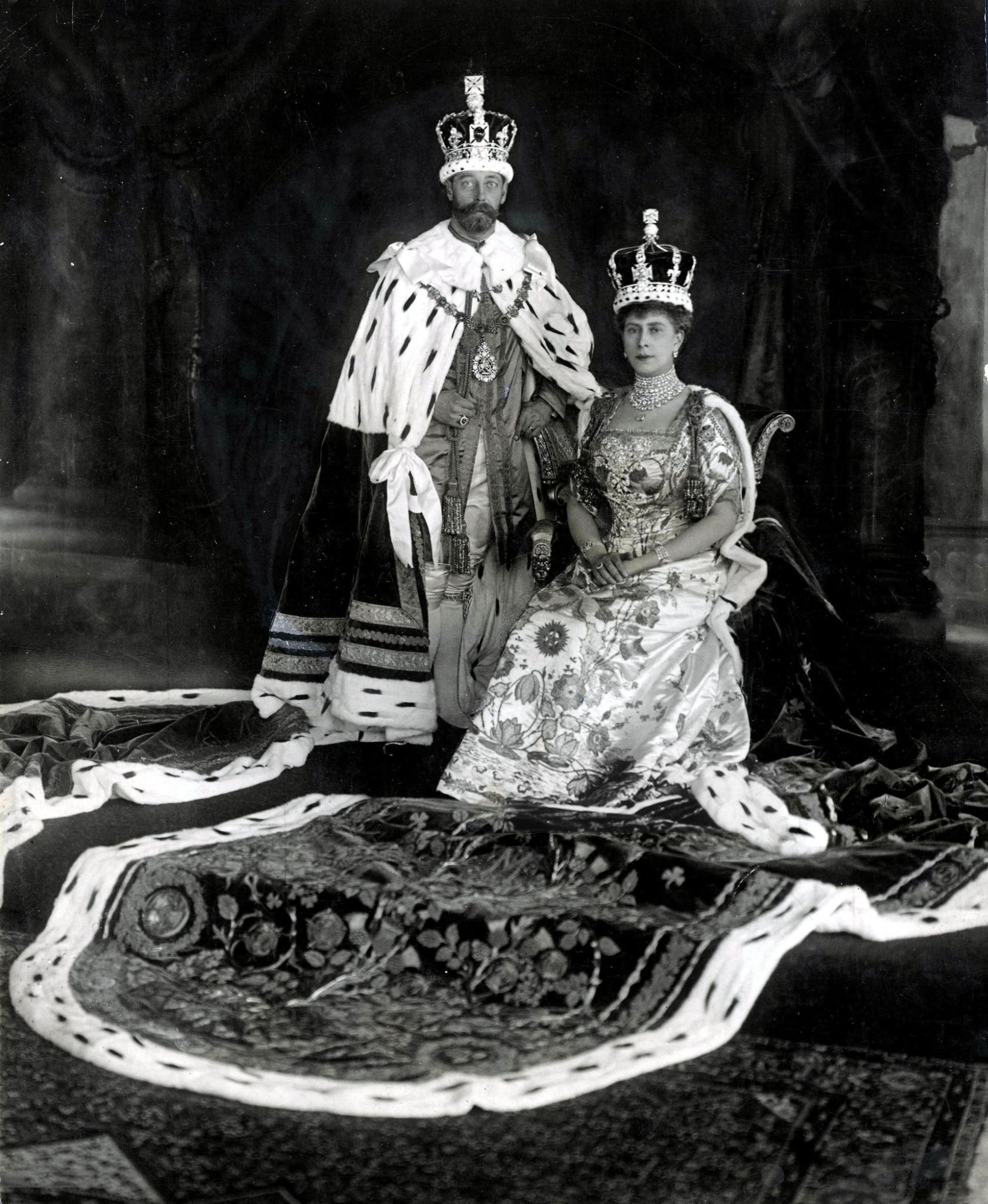
Фотография короля Георга V и королевы Марии в день коронации 22 июня 1911 года

Будучи вдовой, Александра стала королевой-матерью при новом короле Георге V. С 1910 года и до конца жизни она носила титул Её Величество королева Александра. Первые месяцы после смерти супруга Александра не участвовала в общественной жизни и уединённо жила в Сандрингеме, где её посещали только самые близкие друзья и родственники. На коронации сына в следующем году она не присутствовала, проводя всё больше времени вместе с собаками и верными ей слугами. В день коронации она написала сыну письмо:

В час твоей Коронации, самого священного дня твоей жизни, я должна послать тебе своё материнское благословение и молю Бога оберегать и защищать тебя под Его началом до конца твоей жизни. Пусть Он направляет тебя в нелёгком пути, который ты должен пройти и сделает тебя благословенным для нашей любимой страны как это было для твоего Отца и Бабушки…
Оригинальный текст (англ.)On the eve of your Coronation, the most sacred day of your life, I must send you a mother's blessing and pray God to guard and protect you and take you in His holy keeping till your life's end. May He guide you in the difficult path which you have to tread and make you a blessing to our beloved country as your beloved Father and Grandmother were before you…

Вдовствующая королева вскоре вернулась к своим обязанностям. Она занималась вопросами образования, здоровья, благотворительности и сестринского дела. Весну 1911 года Александра провела на острове Корфу, где жила на вилле кайзера Вильгельма II. 11 ноября 1911 года новые король и королева отправились в Индию для официальной коронации в качестве императора и императрицы Индии, оставив детей на попечение вдовствующей королевы. С 1912 года ежегодно проводится День роз королевы Александры — праздник, приуроченный к 50-летию приезда датской принцессы в Великобританию. В этот день, сделанные людьми с ограниченными возможностями искусственные розы выставлялись на продажу, а вырученные деньги направлялись в помощь женщинам-волонтёрам, работавшим в больницах. Сейчас проведение мероприятия возложено на правнучку королевы принцессу Александру Кентскую. После смерти мужа королева так охарактеризовала свою публичную жизнь: «Я не сдамся. Я буду идти вперёд. Я буду работать до конца». 18 марта 1913 года в Салониках был убит родной и самый близкий брат Аликс король греческий Георг, занимавший престол почти 50 лет. После смерти брата вдовствующая королева всё больше пыталась убедить сына-короля защитить балканские страны от Турции. Во время Балканских войн по просьбе своей племянницы кронпринцессы, а позже королевы Софии Александра через Британский красный крест отправила медицинскую помощь.

### Первая мировая война
Во время Первой мировой войны обычай вывешивания знамён иностранных монархов и принцев, возведённых в рыцарское достоинство Ордена Подвязки в часовне Святого Георга в Виндзорском замке, подвергся жёсткой общественной критике из-за того, что многие из немецких кавалеров ордена воевали против Великобритании. Королева-мать присоединилась к требованию «сорвать эти ужасные немецкие знамёна». Под общественным нажимом король снял знаки отличия всех немецких кавалеров. Александра, однако, защищала гессенских родственников королевской семьи, которые, по её мнению, были «лишь солдатами или подчинёнными, выполнявшие приказы этого жестокого германского императора». Королева была против увольнения с поста первого морского лорда принца Людвига Баттенбергского ввиду его немецкого происхождения. Она знала принца ещё когда он сопровождал её с мужем в путешествии по Египту. «Он столь благородно принёс себя в жертву служению своей стране, которая теперь так отвратительно с ним поступила» — писала королева об увольнении принца. С развитием военных действий Александра не переставала обмениваться письмами со своей сестрой Марией Фёдоровной, а также с племянником датским королём Кристианом X, с которым обсуждала вопросы проведения в Копенгагене мирной конференции по окончании войны. По поводу этого она сообщала Георгу V: «Я думаю, что это будет прекрасный план и превосходная идея если мир будет оговорён и подписан в Копенгагене. Но об этом ещё рано думать. Прежде всего нам надо победить их!».
В военное время она регулярно посещала больницы и госпитали, где много разговаривала с простыми солдатами, пациентами и врачами, что разительно отличалось от поведения королевы Марии, которая не любила напрямую общаться с подданными. 19 января 1915 года, когда королева находилась в Сандрингеме, окрестности дворца подверглись бомбометанию с цеппелина. Летом 1918 года племянник Александры, бывший российский император Николай II, его жена (которая приходилась родной племянницей королю Эдуарду VII), их дети и слуги были расстреляны большевиками в Ипатьевском доме Екатеринбурга. Королева узнала об этом из письма сына от 5 сентября 1918 года. Александра просила короля Георга поспособствовать спасению своей сестры, которая тогда вместе с дочерьми и другими Романовыми находилась в Крыму. В марте 1919 года на специально посланном за Марией Фёдоровной линкоре HMS Marlborough находившиеся в Крыму Романовы были вывезены за границу. 8 мая Александра встретилась с сестрой в Лондоне. Благодаря усилиям королевы, для её сестры был образован специальный фонд, из которого она получала от английского короля пособие в размере 10 000 фунтов стерлингов в год. Особую заботу королева Александра проявляла в отношении её младшего внука принца Джона, страдавшего эпилепсией и живущего уединённо со своей няней. В отличие от родителей, королева часто виделась с внуком в Сандрингеме вплоть до его смерти в 1919 году. Молодой принц был захоронен рядом с умершим в младенчестве сыном Александры в церкви Святой Марии Магдалины. «Теперь наши два дорогих Джонни лежат рядом друг с другом» — сообщала она королеве Марии.

### Последние годы, смерть и похороны

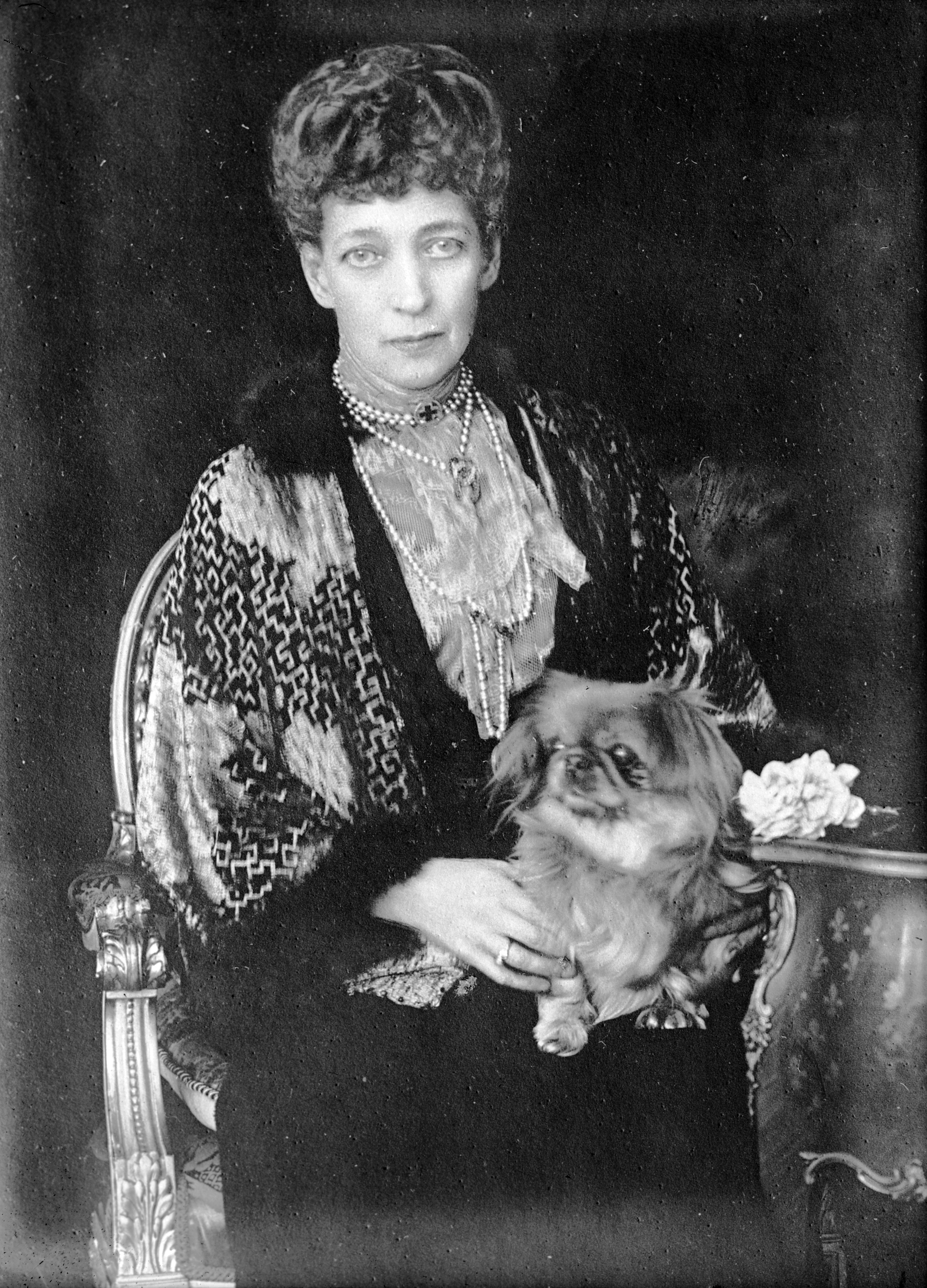
Королева Александра, 1923 год

В начале 1920-х годов вдовствующая королева посетила несколько семейных свадеб, в том числе, в сопровождении сестры-императрицы, своего внука Георга, герцога Йоркского и леди Елизаветы Боуз-Лайон, будущих короля и королевы; Луиса Маунтбеттена и Эдвины Эшли летом 1922 года; внучек, принцесс Марии и Мод; Луизы Маунтбеттен и кронпринца Густава Шведского в ноябре 1923 года. Многие из приближённых утверждали, что после войны королева-мать сильно состарилась, чего не было заметно в довоенные годы. Она стала надевать тёмные вуали и наносила на лицо толстый слой макияжа; её лицо из-за этого, как писали, казалось «похожим на эмаль». Александра больше не покидала Британские острова. В 1920 году у неё случился разрыв кровеносного сосуда в глазу, из-за чего на некоторое время ухудшилось зрение. К концу жизни королева страдала амнезией и имела проблемы с речью. Однако, несмотря на возраст и проблемы со здоровьем королева продолжала интересоваться политикой, особенно в отношении её родной Дании. Так в 1920 году северный Шлезвиг снова отошёл датской стороне за исключением Фленсбурга, оставшегося в руках немцев. Королева решительно выступала за его передачу Дании, говоря, что «город остался за немцами лишь потому, что они изгнали всё говорящее на датском языке население оттуда».

До конца жизни вдовствующая королева часто посещала церковь около Сандрингема, иногда её сопровождал сын. На протяжении всего периода вдовства с ней находилась её средняя дочь принцесса Виктория, часто приезжала и сестра, которая после отъезда из Крыма жила в Дании на вилле Видёре. Близким другом вдовы была греческая королева Ольга, которая тогда жила в Лондоне вместе с дочерью Марией. Последнее письмо королева с большим трудом написала сыну Георгу 9 марта 1925 года: «Ты и моя дорогая Мэй [королева Мария] в моих мыслях весь день вместе с вашими детьми». 15 ноября 1925 года королева в последний раз совершила небольшую поездку по окрестностям Сандрингема. На следующий день был выпущен официальный бюллетень, где сообщалось, что Александра перенесла несколько сердечных приступов. Она умерла в 17 часов 25 минут 20 ноября 1925 года в Сандрингеме в окружении короля и королевы, троих дочерей и внука Генри. Старшие внуки королевы, принц Уэльский и герцог Йоркский, прибыли в Сандрингем через почти два с половиной часа после смерти бабушки. 

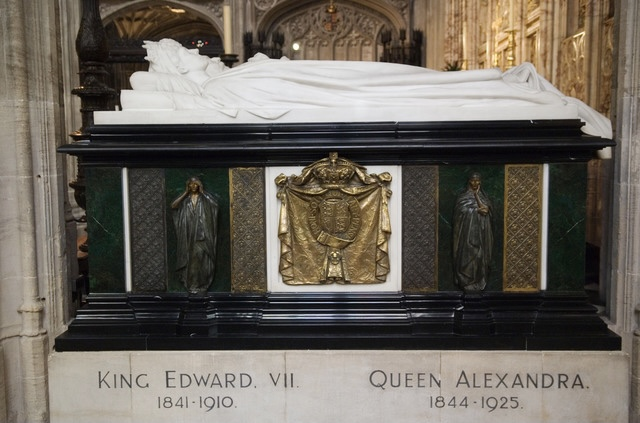
Гробница королевской четы в капелле Святого Георгия

Гроб был первоначально выставлен в церкви на территории Сандрингема, где была проведена скромная служба для членов семьи, друзей и местных жителей. Гроб, накрытый личным штандартом покойной, был доставлен на железнодорожную станцию Вулфертон, откуда был доставлен в Лондон для официальных похорон, состоявшихся 27 ноября. За гробом следовали король Георг V, король бельгийцев Альберт I, король Дании Кристиан X, король Норвегии Хокон VII, принц Уэльский, кронпринц Норвегии Улаф, кронпринц Румынии Кароль, кронпринц Швеции Густав Адольф, герцог Йоркский, принц Вальдемар Датский, принц Генри, принц Артур Коннаутский и лорд Луис Маунтбаттен. Королева Мария, королева Норвегии Мод и королева Испании Виктория Евгения вместе с принцессами крови приехали сразу в Вестминстерское аббатство, где церемонию провел архиепископ Кентерберрийский Рэндалл Дэвидсон. После смерти Эдуарда VII его останки были временно помещены в Королевский склеп в часовне Святого Георгия в Виндзорском замке под Мемориальной часовней принца Альберта. По указанию Александры скульптором Бертраном Макенналом было изготовлено надгробие короля и королевы из белого мрамора, установленного на саркофаг из чёрного и зелёного мрамора, в котором супруги были захоронены через два года после смерти королевы 22 апреля 1927 года.

## Наследие

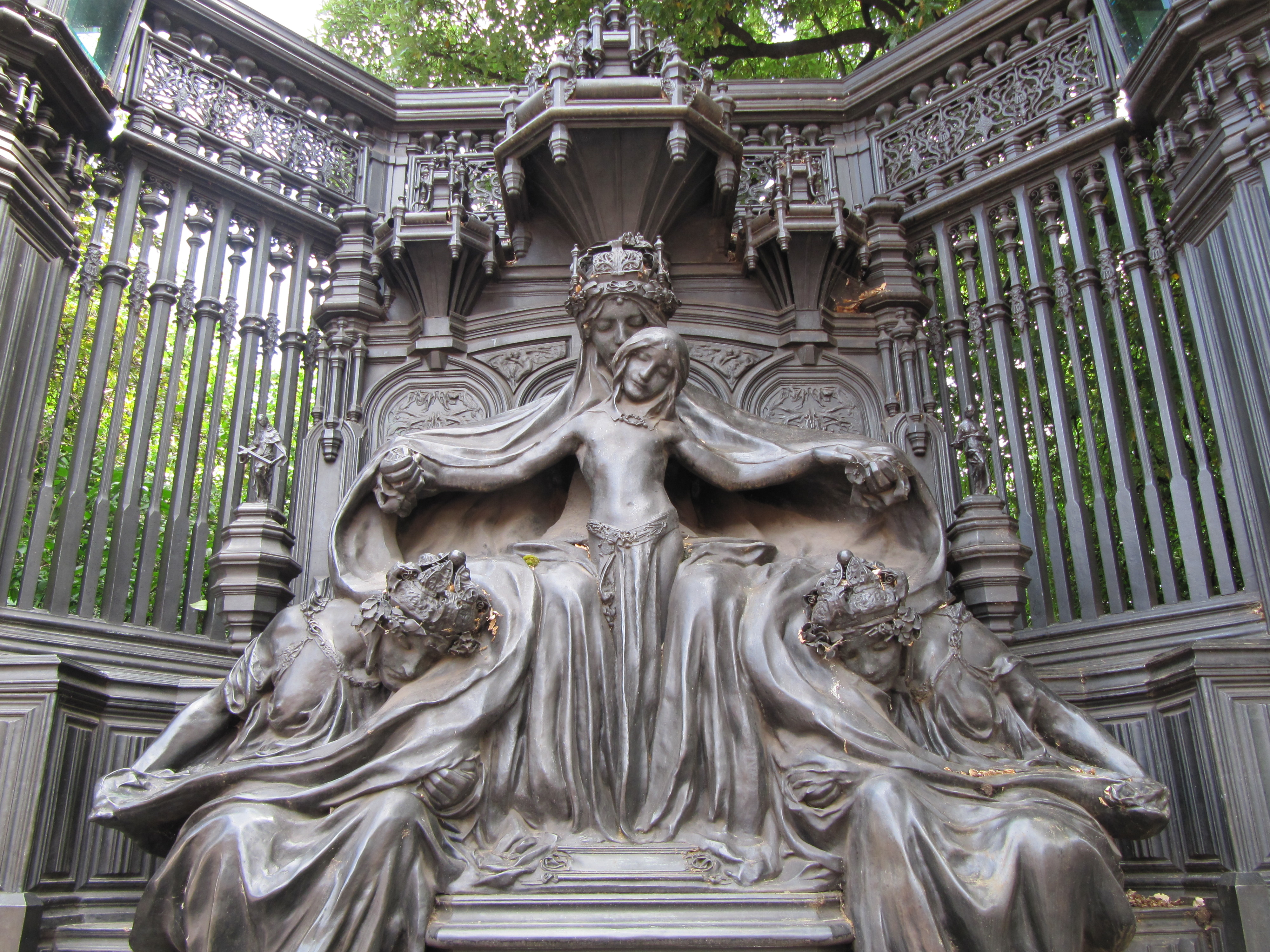
Мемориал королевы Александры

8 июня 1932 года в День роз королевы Александры был открыт Мемориал королевы Александры в Лондоне работы скульптора Альфреда Гилберта. Во время открытия памятника была исполнена специально подготовленная для этого случая ода. Музыку на слова поэта Джона Мейсфилда написал известный английский композитор и мастер королевской музыки Эдуард Элгар.
После переезда в Великобританию Александра сумела быстро завоевать популярность среди британского народа. В год бракосочетания с английским престолонаследником в честь новой принцессы Уэльской был назван недавно выстроенный Народный дворец и прилегающий к нему парк. Большой Лондон насчитывает около 67 дорог и улиц, носящих имя британской королевы. На свои собственные сбережения Александра отправила судно, названное в её честь, на помощь раненным во время восстания махдистов. В 1897 году состоялось празднование бриллиантового юбилея восшествия на престол королевы Виктории. Под руководством Александры был устроен обед для 40 000 жителей Великобритании из бедных семей. Во время Англо-бурской войны она отправила в Африку госпитальное судно, которое носило имя «Принцесса Уэльская». В память о королеве в лондонской Королевской больнице установлена статуя Александры в полный рост.

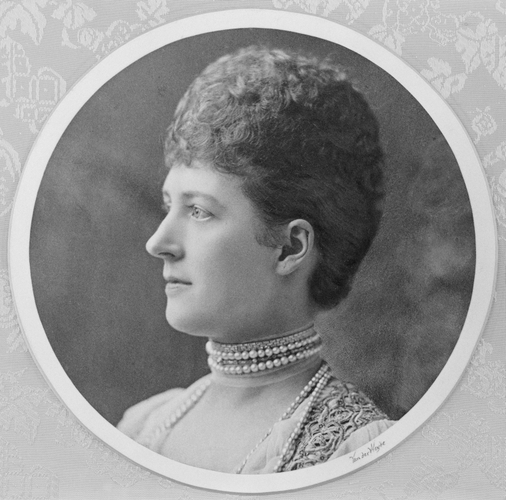
Александра в жемчужном чокере

Обязанность ведения финансов королевской четы, в которых Александра ничего не понимала, было возложена на сэра Дайтона Пробина. Со слов её внука Эдуарда, герцога Виндзорского: «Щедрость королевы иногда вызывала недоумение её финансовых консультантов. Всякий раз, когда она получала письмо с просьбой помочь материально, королева немедленно высылала деньги, даже не удостоверившись, действительно ли отправитель нуждается в них». Александра не обращала никакого внимания на протесты со стороны служащих о её расточительности и часто отмахивалась от них или делала вид, что не слышит.
Всю жизнь Александра скрывала от общественности небольшой шрам на шее, вероятно, появившейся из-за перенесённой в детстве операции. Она надевала чокер или платья с высокими воротниками, чтобы скрыть недостаток. Благодаря Александре чокер стал популярен в британском обществе и вошёл в моду более, чем на 50 лет. Влияние Александры в моде было настолько велико, что после того, как в 1867 году она перенесла сильный приступ ревматизма и стала хромать, этот недуг стали копировать многие женщины, назвав его «Хромота Александры». Она носила одежду британского модного дома Редферн, покупала вещи в Париже у Жака Дусе. Александра сама штопала свои чулки, а её старые платья использовались для обшивки мебели. Большинство шляп и платьев принцессы были голубого цвета, считавшегося её любимым; в поздние года она носила наряды лилового и серебристо-серого цветов.
Рождённая в 1926 году правнучка Александры, принцесса Елизавета Александра Мария Йоркская, будущая Елизавета II, получила своё второе имя в честь неё.
С 11 апреля по 23 ноября 2025 года Королевская галерея при Букингемском дворце проводит выставку «Эдвардианцы: век элегантности» (англ. The Edwardians: Age of Elegance), на которой представлено более 300 экспонатов, представляющих собой эпохи правления двух коронованных пар: Эдуарда VII и Александры, Георга V и Марии. Среди экспонатов, относящихся к королеве Александре, представлены творения Фаберже, собранные королевским семейством, портреты и ювелирные изделия королевы, а также её коронационное платье, впервые представленное публике за последние тридцать лет.

### Коллекционер изделий фирмы «Фаберже»

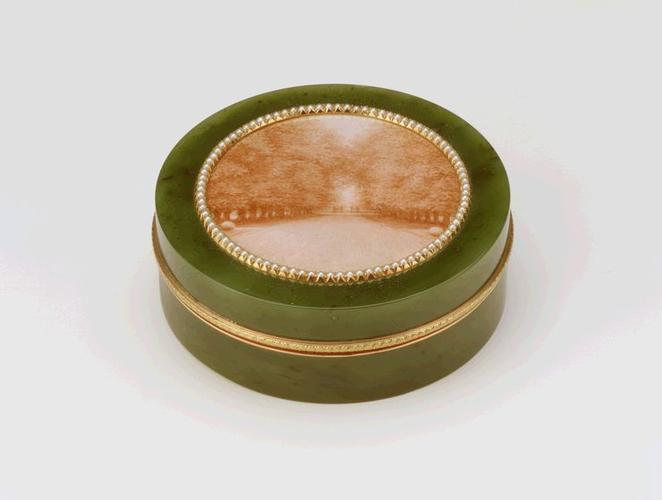
Коробочка с видом на аллею в Сандрингеме. 1908. Мастер Хенрик Вигстрём, 1908. Куплено королевой Александрой в 1908 году. Королевская коллекция.

Начиная с конца 1880-х годов принцесса Уэльская стала собирать изделия русской фирмы «Фаберже», с которой её познакомила сестра Мария Фёдоровна, получавшая от супруга на Пасху знаменитые яйца. В первые Александра увидела изделия петербуржского ювелира в 1881 году, когда присутствовала на похоронах императора Александра II. В письмах к сестре российская императрица называла Карла Фаберже «величайшим гением своего времени». Мария Фёдоровна постоянно высылала Александре новые изделия, пытаясь удивить сестру изобретениями известного ювелирного дома. Узнав, что Карл Фаберже открывает в Лондоне филиал, русская императрица сообщала принцессе Уэльской: «Глупец Фаберже открывает магазин в Лондоне и теперь ты будешь иметь всё, что захочешь, а я не смогу порадовать тебя новыми вещами, что приводит меня в гнев!». 
В августе 1894 года Александра присутствовала на свадьбе своей племянницы великой княжны Ксении с великим князем Александром Михайловичем, а в ноябре того же года была на похоронах Александра III в сопровождении мужа и сына, герцога Йоркского. Не сохранилось счетов принцессы о том визите, но существуют отчёты о посещении герцогом Йоркским вместе с отцом магазина Фаберже 20 ноября, а 22 числа в магазине побывали принцесса Уэльская и Шарлотта Ноллис. Период похорон совпал с днём рождения Александры. Герцог Йоркский заметил в своём дневнике, что «видел стол в Аничковом дворце, где были расставлены подарки дорогой Мамы; она скупила половину магазина Фаберже». В 1904 году в Альберт-холле под руководством леди Мэри Пэджет была проведена первая выставка работ Фаберже в Великобритании. Королева Александра оказывала поддержку организации выставки, вырученные день с которой пошли на помощь больнице для детей. Александра купила нефритовый ароматический флакон и портсигар, украшенный бриллиантами. 
Имеющиеся счёта Александры показывали, что бо́льшее количество вещей она покупала в качестве подарков родственникам и друзьям. Чаще всего покупаемые вещи стоили от 15 до 50 фунтов стерлингов. В период с 1902 по 1914 год Александра приобрела изделий на сумму 3 197 фунтов стерлингов. Больше всего подарков королева покупала в октябре и ноябре, когда у Эдуарда был день рождения, и на Рождество и Пасху. Так, 29 октября 1906 года она совершила 22 покупки. Часто королева посещала магазин вместе с Шарлоттой Ноллис, но иногда её сопровождал муж, который также стал страстным коллекционером фигурок животных, а также дочери, принцессы Виктория и Мод, и братья, короли Греции и Дании. Последнюю покупку вдовствующая королева совершила 20 декабря 1916 года, когда приобрела коробочку в старорусском стиле. Ей удалось собрать уникальную коллекцию драгоценных цветов Фаберже, которую впоследствии пополнили королева Мария и королева Елизавета (всего на данный момент насчитывается 26 экземпляров в Королевской коллекции).
Бо́льшая часть коллекции, собранная Эдуардом VII и Александрой, хранилась в комнатах Сандрингемского дворца, откуда и получала название «Сандрингемская коллекция» (англ. Sandringham Collection) или «Сандрингемский заказ» (англ. Sandringham Commission). Консуэло, герцогиня Мальборо, которая часто бывала на приёмах в Сандрингеме, писала, что в личных покоях Александры содержалась «уникальная коллекция драгоценных цветов и животных». После приобретения в 1907 году виллы Видёре в пригороде Копенгагена, Александра вместе с сестрой перевезли часть работ в новым дом. В 1908 году фаворитка Эдуарда VII Алиса Кеппел преподнесла ему в подарок один из самых уникальных и культовых творений фирмы «Фаберже» — портсигар из синей эмали с извилистой бриллиантовой змейкой. После смерти короля Александра вернула подарок миссис Кеппел, однако в 1936 году бывшая фаворитка передала портсигар королеве Марии и ныне он хранится в Королевской коллекции.

## В культуре

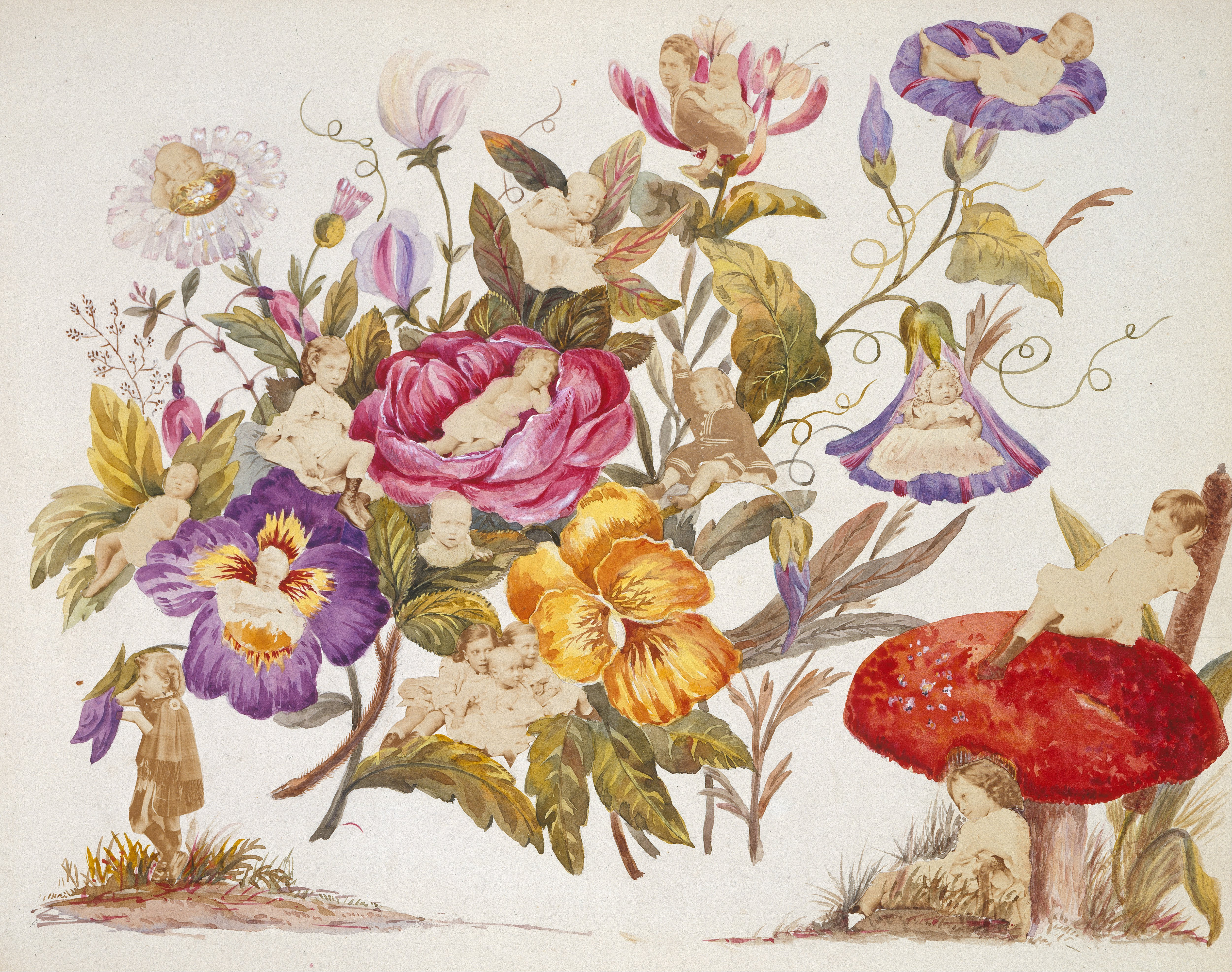
Акварель Александры из семейного альбома

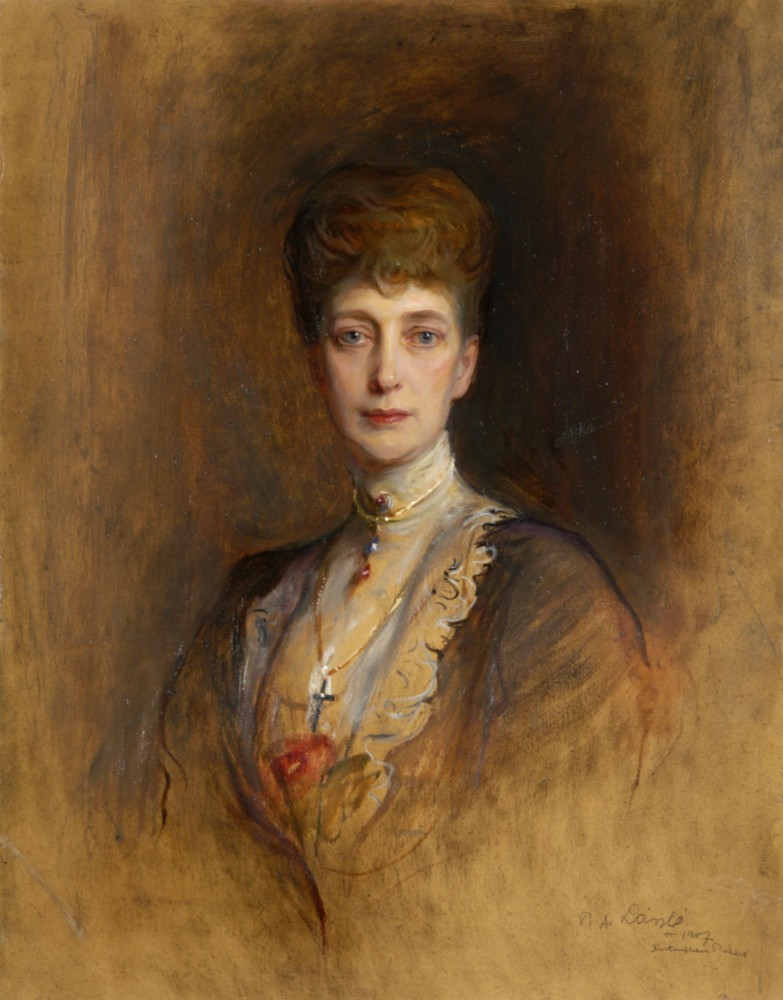
Александра Датская. Филип де Ласло, 1907 год, частная коллекция

Сохранилось значительное количество портретов королевы кисти ведущих европейских художников XIX и начала XX века, большинство из которых хранится в Королевской коллекции Великобритании (портреты кисти Франца Винтерхальтера, Люка Филдса, Йозефины Свободы, Рихарда Лаухерта, Франсуа Фламенга) и Национальной портретной галерее (портрет кисти Люка Филдса). В 1907 году королева позировала известному венгерскому портретисту Филипу де Ласло, написавшему её этюд. Позже художник вспоминал: «Её Величество была честной и вдохновляющей натурщицей; всегда улыбчива и всегда знает как поддержать разговор, и я особенно пребывал в восхищении от грации её движений. Я бы очень хотел изобразить её в вечернем платье — у неё прекрасно сложены плечи и грудь, но в итоге я написал портрет в обычном дневном платье с высоким кружевным воротником и жемчугом на шее». Ныне этот этюд находится в частной коллекции потомков младшей дочери Александры норвежской королевы Мод. Сохранилось также два альбома с семейными фотографиями и акварелями, выполненными принцессой Уэльской в 1860-х годах; первый из них входит в Королевскую коллекцию, второй находится в собрании дворца Фреденсборг в Копенгагене.
Королева Александра была изображена в нескольких британских сериалах и фильмах: «Эдуард Седьмой» (1975; роль исполнили Дебора Гранд и Хелен Райан), «Лилли» (1978; роль исполнила Анна Фирбенк), «Человек-слон» (1980; роль исполнила Хелен Райан), «Миссис Браун» (1997; роль исполнила Сара Стюарт), «Вся королевская рать» (1999; роль исполнила Мэгги Смит), «Страсть» (1999; роль исполнила Джулия Блейк), «Потерянный принц» (2003; роль исполнила Биби Андерссон).
Маргарет Локвуд исполнила свою последнюю роль королевы Александры в постановке Ройса Райтона «Мамочка» в 1980 году.

## Дети

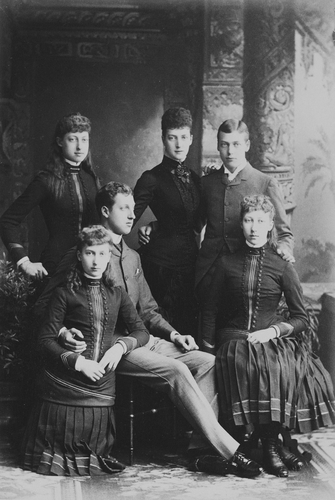
Александра со своими наследниками в 1883 году

В браке с королём Эдуардом VII Александра родила шесть детей:
- Альберт Виктор Кристиан Эдвард (08.01.1864—14.01.1892) — в семье более известный как «Эдди»; был наследником престола вслед за своим отцом. В юности служил в королевском военно-морском флоте Великобритании и много путешествовал по миру. В зрелом возрасте вступил в Британскую армию, однако не принял на себя никаких важных обязанностей, связанных со службой. С 1890 года носил титул герцога Кларенса и Эвондейла, который после его смерти никому больше не присваивался. Был помолвлен со своей дальней родственницей принцессой Викторией Марией Текской, единственной дочерью Франца, герцога Текского и принцессы Марии Аделаиды Кембриджской. Умер от гриппа и потомства не оставил. Личная жизнь и психическое здоровье принца стали предметом многочисленных спекуляций;
- Георг Фредерик Эрнест Альберт (03.06.1865—20.01.1936) — как и брат служил в королевском военно-морском флоте. С 1892 года носит титул герцога Йоркского; в 1901 году стал принцем Уэльским; король Великобритании и Ирландии и император Индии с 1910 года. Был женат (с 1893) на невесте старшего брата принцессе Виктории Марии Текской; имел пятерых сыновей и дочь, среди которых короли Эдуард VIII и Георг VI, отец королевы Елизаветы II. Его правление связано с участием Великобритании в Первой мировой войне, подъёмом ирландского республиканизма и индийского национально-освободительного движения. Из-за сильных антигерманских настроений в обществе Георг изменил название своей династии с Саксен-Кобург-Готской на Виндзорскую по названию родового замка, став первым её представителем на британском престоле;
- Луиза Виктория Александра Дагмар (20.02.1867—04.01.1931) — вышла замуж в 1887 году за Александра Даффа, 1-го герцога Файф; имела с ним двух дочерей и мертворождённого сына; в 1905 году от отца, короля Эдуарда VII, получила титул Королевской принцессы[266];
- Виктория Александра Ольга Мария (06.07.1868—03.12.1935) — замуж не выходила, как утверждали современники, по причине нежелания матери отдалять дочь от себя. Наиболее известным из её претендентов на брак был король Португалии Карлуш I[267];
- Мод Шарлотта Мария Виктория (26.11.1869—20.11.1938) — в 1896 году вышла замуж за принца Карла Датского, своего двоюродного брата, второго сына короля Дании Фредерика VIII и Луизы Шведской. Проживали сначала между Великобританией и Данией, но в 1905 году Карл стал королём Норвегии и они переехали на новую родину; в браке родился один сын — будущий король Улаф V, отец правящего короля Харальда V[268];
- Александр Джон (06.04.1871—07.04.1871) — умер на следующий день после рождения; похоронен в церкви Святой Марии Магдалины на территории Сандрингема[120].

## Герб, титулы и генеалогия

### Герб

Герб Александры Датской основан на гербе её мужа, объединённом с гербом её отца. Щит увенчан короной святого Эдуарда. Щитодержатели: на зелёной лужайке золотой, вооружённый червленью и коронованный такой же короной леопард [восстающий лев настороже] и бородатый дикарь [лесной человек] с дубиной. Щит окружён лентой ордена Подвязки: в лазоревом поле золотая надпись Honi soit qui mal y pense [«Пусть стыдится подумавший плохо об этом»].
Щит дамский (ромбический), разделён надвое: справа — английский королевский герб (начетверо: в 1-й и 4-й частях в червлёном поле три золотых вооружённых лазурью леопарда (идущих льва настороже), один над другим (Англия); во второй части в золотом поле червлёный, вооружённый лазурью лев, окружённый двойной процветшей и противопроцветшей внутренней каймой [Шотландия]; в третьей части в лазоревом поле золотая с серебряными струнами арфа [Ирландия]).
Слева герб Глюксбургов: щит четверочастный, разделён серебряным крестом на червлёном фоне (Даннеброг). В первой части в золотом поле три коронованных лазоревых леопарда [идущих льва настороже], вооружённых червленью и окружённые червлёными сердцами [Дания]. Во второй части в золотом поле два лазоревых леопарда [идущих льва настороже], вооружённых червленью [Шлезвиг]. В третьей части натрое: в первой части в лазоревом поле три золотые короны [Кальмарская уния]; во второй — в червлёном поле серебряный щиток, коронованный золотом; в третьей надвое — вверху в лазоревом поле серебряный баран, вооружённый золотом [Фарерские острова], снизу в лазоревом поле серебряный белый медведь [Гренландия]. В четвёртой части надвое: вверху в золотом поле лазоревый леопард [идущий лев настороже], вооружённых червленью и крадущийся по девяти червлёным сердцам [Царство готов], внизу в червлёном поле золотой коронованный золотом дракон [Царство вандалов]). Щит увенчан щитком (четверочастный щит; в первой части в червлёном поле пересечённый щиток (серебро — вверху, червлень — внизу) в окружении частей листа крапивы [Гольштейн]; во второй части в червлёном поле серебряный лебедь, увенчанный наподобие ошейника золотой короной; в третьей — в червлёном поле серебряный всадник в латах на серебряном же коне с поднятым в правой руке над головой мечом того же металла, в левой руке лазоревый щит с золотым двойным крестом, седло и узда лазоревые, рукоятка меча, стремена, соединения упряжи и другие детали — золотые (Погоня); в четвёртой — в червлёном поле золотая лошадиная голова), поверх которого также располагается щиток (щит рассечён; слева — в золотом поле два червлёных пояса [Ольденбурги], справа — в лазоревом поле золотой крест [Дельменхорста]).

### Титулы
- 1 декабря 1844 — 31 июля 1853: Её Высочество принцесса Шлезвиг-Гольштейн-Зонденбург-Глюксбургская[3]
- 31 июля 1853 — 21 декабря 1858: Её Высочество принцесса Датская[3]
- 21 декабря 1858 — 10 марта 1863: Её Королевское Высочество принцесса Датская[3]
- 10 марта 1863 — 22 января 1901: Её Королевское Высочество принцесса Уэльская[74]
- 22 января 1901 — 6 мая 1910: Её Величество королева Великобритании и Ирландии, императрица Индии[160]
- 6 мая 1910 — 20 ноября 1925: Её Величество королева Александра[190]